# Departamento de La Libertad (Perú)
La Libertad es uno de los veinticuatro departamentos que, junto con la provincia constitucional del Callao, forman la República del Perú. Su capital y ciudad más poblada es Trujillo. Tiene 2 patrimonios de la humanidad declarados por la Unesco: el parque nacional del Río Abiseo en 1983 y Chan Chan en 1986. Es líder a nivel nacional en el sector agroexportador y en producción de oro. Y es el segundo departamento con más electores según el JNE al 2021. Y con una población de más de dos millones de liberteños al 2020. Posee el segundo parque automotor más grande del Perú.
Se ubica al noroeste del país. Limita por el norte con departamento de Lambayeque, el departamento de Cajamarca y el departamento de Amazonas; por el este con el departamento de San Martín, por el sureste con el departamento de Huánuco, por el sur con el departamento de Áncash y por el oeste con el océano Pacífico.
Su población según el censo de 2017 era de 1 778 080 habitantes. Es uno de los departamentos más poblados —por detrás de Lima y Piura— y con 63,4 hab/km², el tercero más densamente poblado, por detrás de Lima y Lambayeque. Se creó como departamento el 12 de febrero de 1821. Y con una población de más de 2 millones de Liberteños al 2020.
La Libertad fue territorio de varias civilizaciones importantes del antiguo Perú. Hacia el siglo I a. C. surgió en la costa la cultura Moche, famosa por su arte cerámico, y en la Sierra, la cultura Cajamarca. El departamento conoció la influencia huari y en el Intermedio Tardío conoció la expansión del Imperio chimú por toda la costa norte y la influencia en las zonas altas del reino de Huamachuco, a su vez relacionado con el reino de Cuismanco. Este departamento fue posteriormente anexado al Imperio incaico y luego a la Corona española.
En los tiempos de colonización española, fue fundada la ciudad de Trujillo, la cual ejerció gran influencia en el norte del país como sede administrativa de importancia política, económica y eclesiástica.
Cuando el virrey Toledo el 22 de diciembre de 1574 reorganizó los corregimientos de indios (o de naturales), que habían sido creados por el gobernador Lope García de Castro en 1565, dispuso que los corregimientos de Cajamarca, Chicama y Chimo o Chiclayo, Piura y Paita, Santa, y Saña dependieran del Corregimiento de españoles de Trujillo y los corregimientos de Cajamarquilla, Los Pacllas, y Luya y Chillaos dependieran del de Chachapoyas. Todos en el distrito de la Real Audiencia de Lima. En 1611 Los Pacllas fue anexado a Chachapoyas, en 1635 Chicamo o Cliclayo fue anexado a Saña y en 1773 Luya, Chillaos y Lamas fue anexado a Chachapoyas.
El 24 de marzo de 1614 fue establecido el Obispado de Trujillo con los corregimientos de: Trujillo, Cajamarca, Cliclayo, Piura y Paita, Saña, Cajamarquilla, Los Pacllas, Luya y Chillaos, y Jaén de Bracamoros. En 1759 el corregimiento de Huamachuco fue formado del de Cajamarca.
Los corregimientos fueron suprimidos en 1784, por el rey Carlos III y reemplazados por las intendencias. Con el territorio del Obispado de Trujillo (excepto Jaén de Bracamoros) se creó la Intendencia de Trujillo. Los corregimientos pasaron a ser partidos de la intendencia.
El sistema de intendencias fue establecido en el Virreinato del Perú mediante la orden real de 5 de agosto de 1783, siendo aplicada la Real Ordenanza de Intendentes del 28 de enero de 1782. El primer intendente de Trujillo fue Fernando de Saavedra, quien asumió en 1784, nombrado por el virrey a propuesta del visitador general Jorge Escobedo y Alarcón y aprobado por el rey el 24 de enero de 1785.
Fue parte de la Intendencia de Trujillo que llegó a tener nueve partidos que fueron Trujillo, Lambayeque, Piura, Cajamarca, Huamachuco, Chota, Moyobamba, Chachapoyas, Jaén y la Comandancia General de Maynas (conformado por los actuales departamentos de San Martín, Ucayali y Loreto), siendo la Intendencia de Trujillo la más grande del Virreinato del Perú, es decir casi todo el norte del Perú actual; su primer intendente fue Fernando Saavedra de 1784 a 1791. Después de este le seguirían Vicente Gil de Taboada (1791-1805 y 1810-1820), Felice del Risco y Torres (provisional) (1805-1810) y el marqués de Torre Tagle (1820), quien dirigió la independencia de la Intendencia.
En la República, la costa liberteña fue sede de los más importantes ingenios azucareros del país, destruidos e incendiados por la Expedición Lynch. También, la guerra del Pacífico concluyó en La Libertad con la batalla de Huamachuco en 1883.
En la actualidad, La Libertad es el principal centro económico del norte del país.

## Etimología
El nombre de La Libertad fue denominado por ley el 9 de marzo de 1825 reconociéndolo como «el primero donde se proclamó la independencia, y el refugio de los patriotas en dos diversas ocasiones» y siendo la capital «el punto donde abrió el Libertador la célebre campaña». Anteriormente se denominaba como el departamento de Trujillo.

## Geografía

### Ubicación
La Libertad se ubica en la parte noroccidental del Perú. Por el norte limita con el Departamento de Lambayeque; por el sur con el Departamento de Áncash y con el Departamento de Huánuco; por el este, con el Departamento de San Martín y el Departamento de Cajamarca; por el oeste con el mar de Grau. Como oasis en el desierto, sus valles costeros son fértiles, al igual que los interandinos. Este departamento se extiende hacia el oriente, con territorios bañados por el caudaloso río Marañón. Sus playas tienen también una gran riqueza marina gracias a la corriente de Humboldt (o corriente peruana). Además, La Libertad es el único departamento del Perú que abarca las tres regiones naturales, Costa, Sierra y Selva, y salida al mar.
- Latitud sur: 6°56′38″
- Longitud oeste: Entre meridianos 79°27′9″ y 79° 41´ 18".

| Noroeste: Departamento de Lambayeque | Norte: Departamento de Cajamarca | Nordeste: Departamento de Amazonas |
| Oeste: Océano Pacífico               |                                  | Este: Departamento de San Martín   |
| Suroeste: Océano Pacífico            | Sur: Departamento de Áncash      | Sureste: Departamento de Huánuco   |

### Hidrografía
El departamento, por estar atravesado por la cordillera de los Andes, tiene tres de las dos cuencas hidrográficas del Perú: la cuenca del Pacífico y la del Atlántico.
En la vertiente del Pacífico destacan el río Chicama. En conjunto, estos ríos irrigan la costa desértica de La Libertad y permiten el desarrollo de la agricultura. En la vertiente del Atlántico, los ríos discurren para formar parte de la cuenca amazónica. El río más importante que fluye por esa zona es el Marañón, que forma, junto con el río Ucayali, el Amazonas.
Respecto al litoral, al estar bañado por la corriente de Humboldt permite la abundancia del zooplancton, muy apreciado por diferentes peces, como la anchoveta y el bonito.

### Islas
- Islas Chao, son tres llamadas Norte (0.35 ha), Centro (3.75 ha) y Sur (11.23 ha). La más elevada es la Chao Sur con 78 m s. n. m. Ubicadas a 3.22 km al suroeste de punta Chao.
- Isla Corcovado, con una superficie de 3.75 ha, con un largo de 288 m, ancho de 205 m y altitud máxima de 45 m. Está ubicada a 6.4 km al noreste de la punta Infiernillo.
- Islas Guañape, son dos islas llamadas Norte (34.87 ha) y Sur (26.17 ha). La más elevada es la Guañape Sur con 143 m s. n. m. Ubicadas a 16 y 20 km al oeste de pampa Compositan. En la Guañape Sur hay un faro.
- Isla la Viuda, ubicada a 3 km de la playa Viru, es una isla pequeña de 12 m s. n. m.[16]
- Islas Macabi, son dos islas llamadas Norte (1.99 ha) y Sur (5.79 ha). La más elevada es Macabi Norte con 31 m s. n. m. En la Macabi Sur hay un faro.

### Clima
La zona costera y la andina tienen estaciones climáticas opuestas simultáneamente.
La franja costera del departamento tiene un clima cálido y soleado durante buena parte del año. Su temperatura promedio oscila entre los 20 °C y 21 °C y en verano del 2017 superó los 30 °C. En invierno, las pequeñas garúas humedecen la campiña de la costa. En Trujillo, el clima es más húmedo y frío durante gran parte del año. Las garúas y neblinas son fenómenos diarios en invierno y otoño. Estos cambios climáticos en la ciudad se deben al violento cambio, de desierto a zonas de cultivo, en el ámbito de Chavimochic, también la contaminación es un factor importante.
Su zona de sierra andina, y a partir de los 3000 m sobre el nivel del mar, tiene un clima seco y templado durante el día y más bien frío en la noche. Durante los meses de enero a marzo hay un invierno de intensas lluvias en esta zona.

### Regiones ecológicas
| Regiones de La Libertad   |                                      |                                         |
|                           |                                      |                                         |
| Litoral trujillano. Costa | Paisaje Andino de Huamachuco. Sierra | Yanasara, Yunga fluvial. Sierra / Selva |

Las unidades ecológicas existentes en La libertad están clasificadas en tres tesis regionales:
- Clasificación tradicional: Esta clasificación se basa en la que hizo Pedro Cieza de León en 1553, esta continúa siendo útil pero no es suficiente ya que los españoles solo distinguieron tres regiones: costa, sierra y selva. Antiguamente se creía que era el único departamento de Perú que cuenta con las dichas tres regiones pero según los nuevos tratatos de geografía esta peculiaridad la comparte con regiones como Piura, Cajamarca y Ancash. Regiones naturales del Perú

- Clasificación en 8 regiones: Basada en la clasificación de Javier Pulgar Vidal en el año 1945, tomando como referencia el clima, altitud, flora y fauna. Estas son (chala o costa, yunga, quechua, suni, puna, cordillera, selva alta y selva baja o amazonia). De estas regiones propuestas, La Libertad tiene: chala o costa, yunga, quechua, suni y selva alta.
- Clasificación en 11 eco-regiones: Fue propuesta por Antonio Brack Egg; esta clasificación tiene semejanza con las ocho regiones anteriores pero se agregan nuevas y complejas divisiones: mar frío de la corriente peruana, desierto del Pacífico y bosque seco ecuatorial. Estos tres son los que también existen en La Libertad.

## Historia

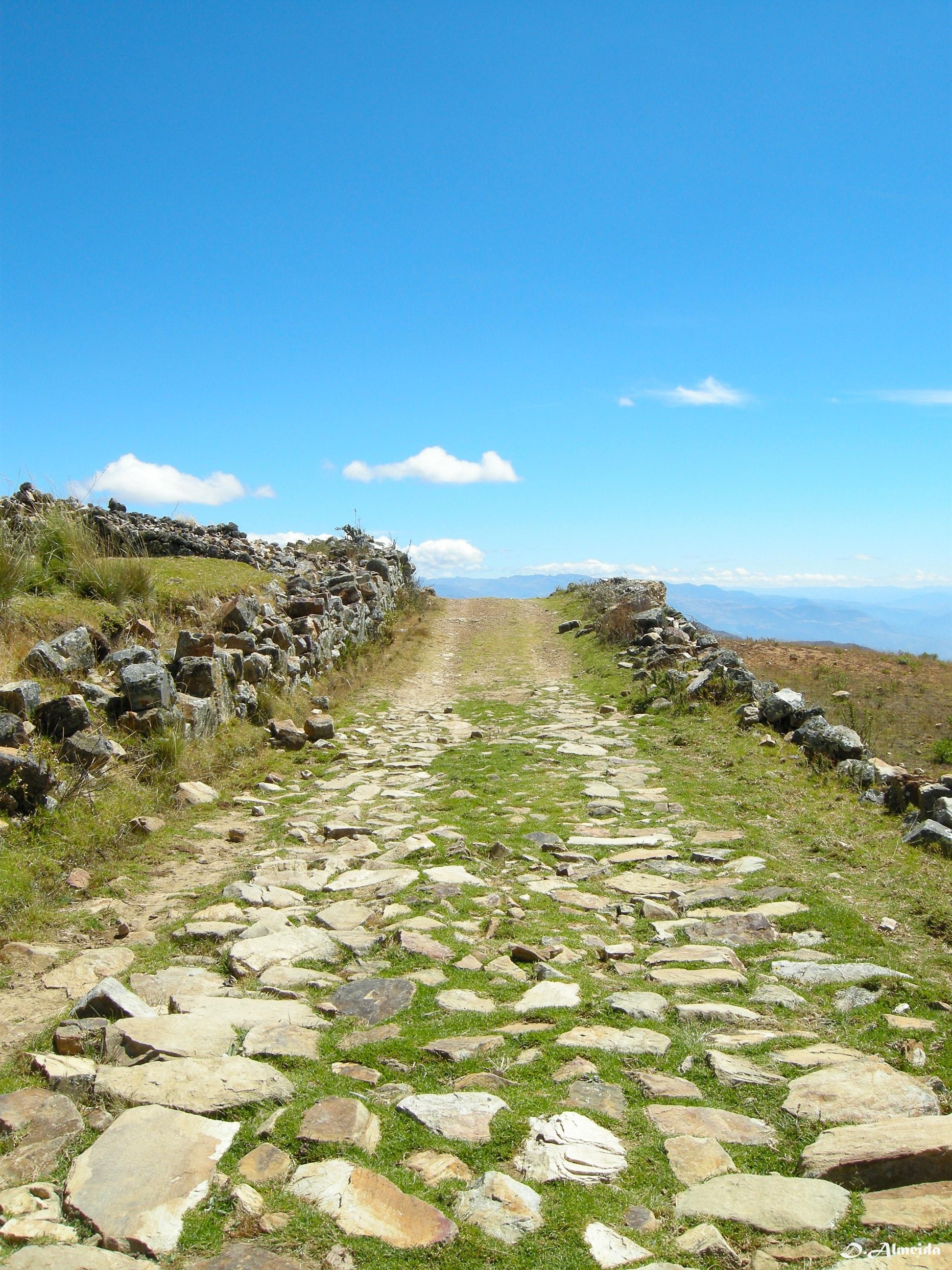
Camino de Marcahuamachuco en Huamachuco, Sánchez Carrión.

En este departamento se han encontrado restos de los primeros grupos prehispánicos más importantes de la zona norte. Grandes civilizaciones como la cultura mochica ocuparon los valles de Moche, Chicama y Virú de los siglos III al VIII d. C.. A esta época perteneció la cerámica realista, famosa por sus "huaco retratos"; también se ubican las llamadas "huacas", demostrando el gran conocimiento de la arquitectura.
Del siglo XII al XV después de Cristo, la región fue testigo del auge logrado por la cultura Chimú con su capital Chan Chan (Sol Sol), que fue la metrópoli de adobe más grande de América prehispánica y segunda en el mundo. Esta civilización destacó también por su excelente trabajo en metales, principalmente en oro, y por sus avanzadas técnicas en agricultura, plasmadas en extensas redes de acueductos. Los incas, luego de encontrarse con fuerte resistencia, lograron conquistar este reino en el siglo XIV.
La Libertad es uno de los departamentos más ricos en lo que se refiere a su heredad arqueológica, por sus manifestaciones artísticas expresadas en cerámica, orfebrería y decoración mural policromada.
De entre los muchos testimonios se puede mencionar las imponentes (arquitectura) de Pacatnamu en los límites donde se unen las provincias de Chepén y Pacasmayo; la tumba de una sacerdotisa de San José de Moro, en la provincia de Chepén; los restos de Puemape en la provincia de Pacasmayo; los cementerios de Cupisnique, el complejo El Brujo en la provincia de Ascope y El Complejo Arqueológico Markawamachuko en la provincia de Sánchez Carrión.
La cultura mochica se destacó por su cerámica realista representando figuras humanas y la fauna y flora localizadas; y por sus templos en formas de pirámides truncas que muestran una avanzada arquitectura. Posterior a esta cultura, se asentaron los chimús que tuvieron por capital Chan Chan, siendo la ciudad de adobe más grande del continente americano. Su avanzada orfebrería y arquitectura con notables redes de acueductos que siguen siendo utilizados para el regadío son parte de la herencia cultural y estructural de la cultura Chimú. A fines de 1534, con la llegada de los españoles al valle, se funda Trujillo, recibiendo en 1537 el título de ciudad, llegando a ser una de las principales del virreinato al convertirse en una de las zonas más ricas del norte, tal como lo atestiguan las bellas y señoriales casonas que aún se conservan. De igual manera, la ciudad de Trujillo destaca por su importancia social, cultural y económica desde tiempos de la colonia, observándose los grandes solares, palacios (Casona Tinoco) e iglesias que aún se conservan en su centro histórico. Trujillo es, desde la época colonial hasta la actualidad, la metrópoli más importante del norte del país, destacando su importante participación en el proceso de independencia peruano. Trujillo fue la primera ciudad del norte del Perú que proclamó su independencia el 29 de diciembre de 1820.
Durante la invasión chilena se libró, como corolario de la campaña de la Breña, la batalla de Huamachuco. Allí fue capturado y fusilado el coronel Leoncio Prado.

### Primeros pobladores (10000a.C.)
En la Región La Libertad se tiene los siguientes primeros pobladores:
- El Hombre de Paiján:

Los restos más antiguos de la presencia del hombre en La Libertad se encuentran en el asentamiento del hombre Paijan, ubicados entre los valles de Virú y Pacasmayo, Paiján influenció con su técnica lítica hasta Piura por el norte e Ica por el sur, es a esa influencia lo que se denomina tradición paijense. En 1975 el arqueólogo francés Claude Chauchat descubrió los restos óseos de un niño y de una mujer enterrados hace 10 000 años en la Pampa de Paiján. Los estudios radiocarbónicos le dieron una antigüedad mayor que a los esqueletos de Lauricocha descubiertos por Augusto Cardich en 1959. Así se convierte en el primer resto fósil de la costa del Perú (joven 18 años, mujer 40 y alimentos) el complejo arqueológico Paijan es el más importante de la costa norte por su influencia y extensión territorial. El complejo arqueológico se compone de campamentos al aire libre, canteras y talleres. Aún no se sabe con exactitud a que rango cronológico pertenece Paiján. Se han encontrado dos restos humanos que tras el análisis con el carbono 14 dan un fechado de 8000 años a. C., sin embargo las puntas de proyectil encontradas sugieren la caza de grandes animales que para el año de su fechado ya no se encontraban en la costa. Se cree que el hombre Paiján tuvo en un inicio predilección por la caza, pero con el transcurrir de los años, y al observar las facilidades que la pesca le otorgaba, volvió su mirada al mar, siendo este su mayor fuente de recursos a partir del 5000 a. C.
- El Hombre de Huaca Prieta::

Descubierto por Junius Bouton Bird en Chicama pertenece al periodo pre-cerámico con una antigüedad de 4500 años; hombre sedentario que cultivó pallares, calabazas, ají, zapallo, achira. Construyó cubículos semienterrados, con pequeñas pircas y huesos de ballena. Practicaron la “pachamanca“, el “asado”. Se encontró un tejido con la representación de un cóndor y un mate pirograbado considerándolo el primer tejedor del Perú.

### Cupisnique e influencia chavín en La Libertad (800 a.C. - 200 d.C.)

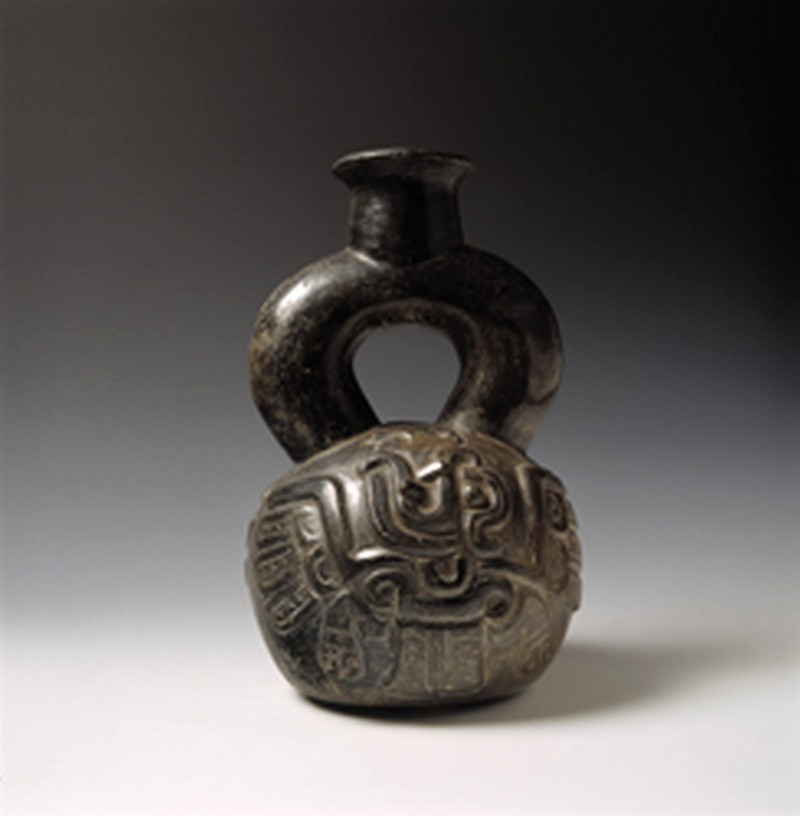
Arte cupisnique.

Los cupisnique se desarrollaron entre el 800 a. C. y 200 d. C. en la costa de La Libertad desde Virú hasta el departamento de Lambayeque, su arquitectura ceremonial se caracteriza por tener plataformas rectangulares bajas con recintos en la parte superior y patio delanteros, construcciones en forma de “u” y plataformas circulares con patios hundidos, fue una cultura puramente costeña que se desarrolló paralelamente a la cultura Chavín.
La cerámica cupisnique muestra una posible influencia chavín ya que son muy parecidas.En lo que respecta al uso de piedras semipreciosas la usaron para elaborar collares, amuletos, sortijas, orejeras e incluso idolillos.
Entre los principales centros arqueológicos que se encuentran en La Libertad, de esta cultura son: construcciones hechas de adobe y piedra como se muestran en el valle de Moche en la Pirámide de los Reyes (complejo caballo muerto) además de esculturas de adobe y decoraciones en bajo relieve en los muros y columnas del edificio. Las deidades Cupisnique se pueden observar en la pirámide de los reyes por lo que se puede decir que tuvieron deidades antropomórficas que son representadas como mitad hombre y mitad animal de rostros con colmillos y ojos amenazantes.
La cultura chavín descubierta por Julio C.Tello quien la denominó “cultura matriz”  tuvo su centro en la provincia de Huari en el Departamento de Áncash, su influencia en el La Libertad fue entre el 1300 a. C. y 200 d. C. que se demuestra en la cerámica y restos arqueológicos encontradas en los Andes de La Libertad que muestran un estilo claramente chavín.

### Los moche "dorada expresión del arte" (200 d.C. - 600 d.C.)

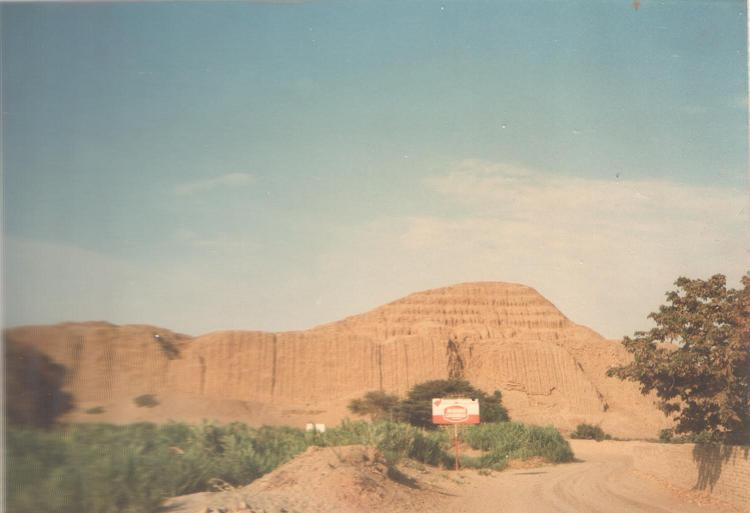
Huaca del Sol, pirámides moche cercanas a la ciudad de Trujillo.

Los moche se desarrollaron entre los años 200 d. C. y 600 d. C. en La Libertad su centro principal estuvo ubicado en el valle Chicama su influencia llegó por el sur hasta el río Santa y por el norte hasta el actual Piura. Su origen aún no definido muestra una afinidad con los Cupisnique y Chavín.

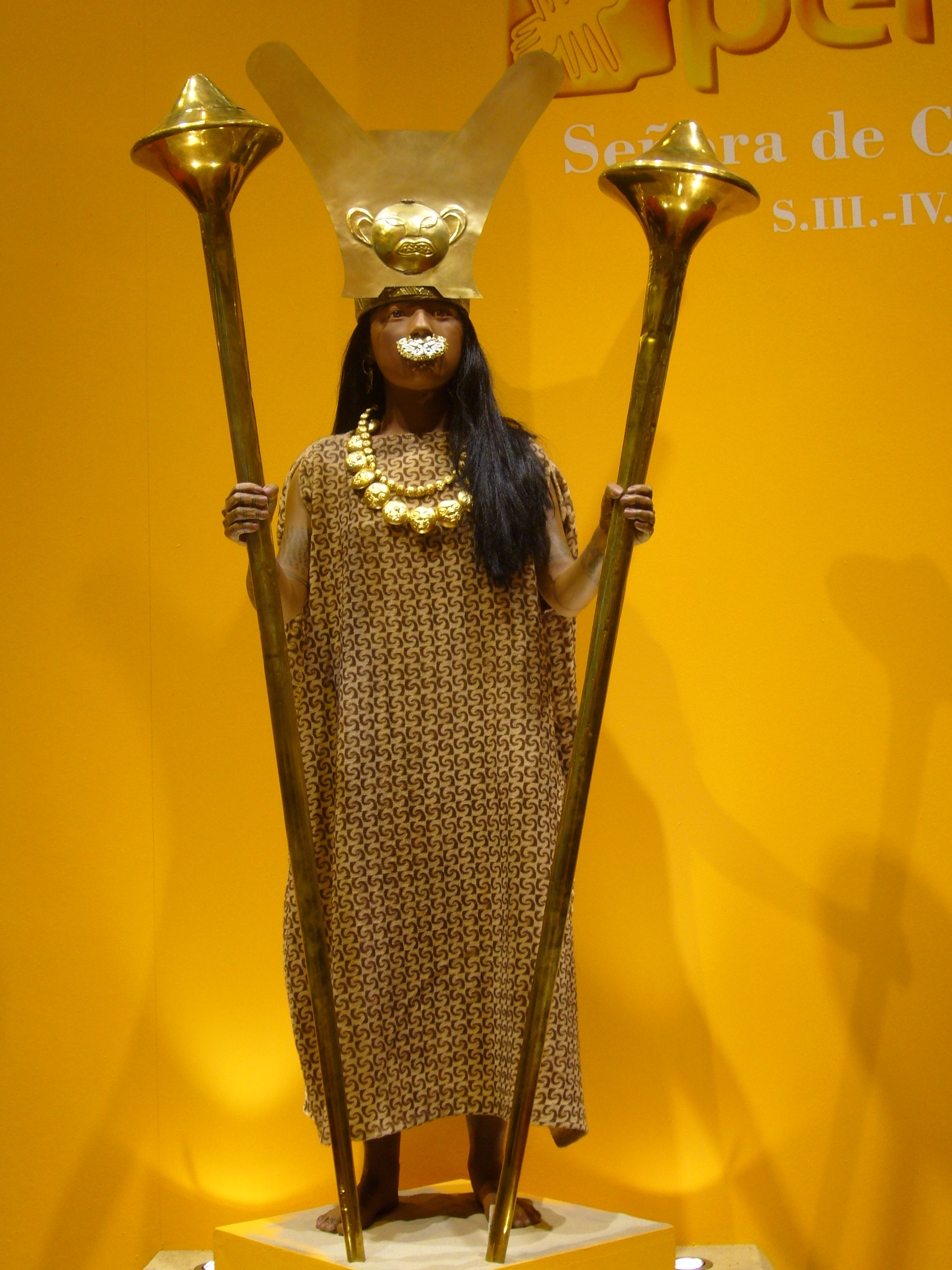
Señora de Cao o La Dama de Cao, autoridad mochica, se exhibe en el Museo de Sitio de Cao del Complejo arqueológico El Brujo.

Sus construcciones fueron edificios complejos como las Pirámides del Sol y La Luna que tuvieron fines ceremoniales y administrativos ; además construyeron acueductos desarrollando una avanzada ingeniería hidráulica que les permitieron desarrollar un importante economía agrícola con los acueductos de Ascope y La Cumbre, que hasta el día de hoy es útil. El gran desarrollo de esta cultura se muestra en el arte tales como la cerámica que representa la forma de vivir de la sociedad moche expresada en escenas de guerra, religión, pesca, caza, prácticas sexuales y la vida cotidiana del poblador moche así como representaciones de animales y plantas; en la decoración mural también se puede observar la cosmovisión moche que muestra a sus dioses atemorizantes como Aiapæc.
[[Archivo: Huaco Retrato Mochica.jpg|thumb|Huaco retrato moche
La metalurgia también es una de las más destacadas expresiones de los moche que lo lleva al nivel más alto de sofisticación tecnológica en Perú y el mundo prehispánico para su tiempo. En el valle de Jequetepeque en San José De Moro se encontraron restos de una sacerdotisa cuya función era alcanzar la copa conteniendo la sangre de los sacrificados al guerrero pájaro, Señor de Sipan.
Al nivel social los moche estaban divididos en clases sociales surgiendo unos supuestos dos señoríos uno al norte del río Jequetepeque y otro al sur del mismo, fue durante la hegemonía de este último que hacia el 500 d. C. los moche dominaban desde el valle de Piura hasta Huarmey.
La decadencia moche vino con la expansión desde el sur del imperio Wari proveniente del Departamento de Ayacucho hacia el 600 d. C. poniendo fin a 400 años de dominio moche en la Costa de la libertad, que luego volvería como a renacer 200 años más tarde con similares características reflejada en los Chimú.

### Los wari en La Libertad (600 d.C. - 900 d.C.)
Se desarrollaron entre el 500 d. C. al 900 d. C. en la provincia de Huari en el Departamento de Ayacucho este imperio abarcó La Libertad hacia el 600 d. C. fundaron ciudades “cabeza de Región “ que le permitía un gobierno descentralizado para tener el mejor control y dominio. En la libertad destaca la ciudad de Huiracochapampa ubicada en Huamachuco, Sánchez Carrión.
La religión de los Wari estaba evocada al dios de las varas o de los báculos. El ocaso wari llegó probablemente con la invasión por parte de los yarovilcas o la invasión de los chancas hacia el 900 d. C., poniendo fin al imperio wari en La Libertad y al Horizonte Medio en el Perú.

### Los chimú "Reino de Tacainamo" (1100 d.C. - 1470 d.C.)

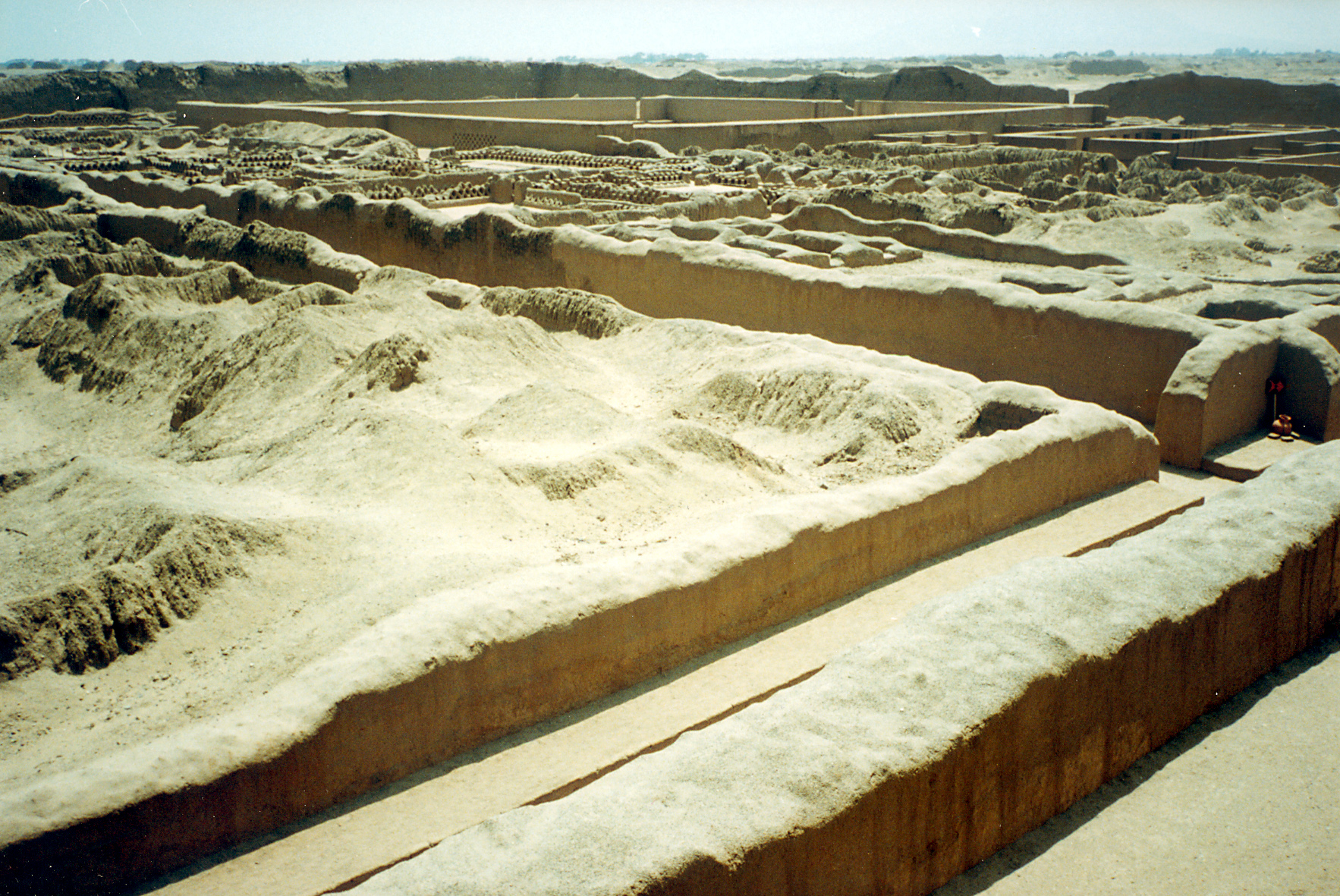
La ciudadela de Chan Chan.

Los chimú se desarrollaron entre el 1100 a 1470 d. C. ubicándose en el mismo territorio que ocuparan los mochicas dos siglos antes, su extensión fue desde el Departamento de La Libertad hasta el departamento de Tumbes por el norte y el río Chillón por el sur en Lima. El centro principal estuvo ubicado en Chan Chan a lado de la actual capital departamental, Trujillo; Chan Chan era una ciudad fortificada hecha de adobe considerada la ciudad de barro más grande del mundo, está compuesta por palacios y ciudadelas entre ellas: Cahyhuac, Uhle, Gran Chimú, Velarde, Squier, Badelier, Laberinto, Rivero y Tschudi (la más conservada).
La leyenda cuenta que fue Tacaynamo el fundador de este reino que había llegado en una embarcación desde el océano para enseñarles a hacer labores agrícolas y artísticas; esta escena es representada en la cerámica y muestra a los pobladores en embarcaciones hechas de totora como el famoso “caballito de totora“ muy característico de La Libertad.
Los chimú tuvieron dos etapas, en la primera se localizaban sólo en el valle del río Moche mientras que en la segunda prevaleció un impulso expansivo. se cree que tuvo diez gobernantes pero solo son conocidos cuatro: Tacaynamo, Guacricur, Naucempinco y Minchancamán. El idioma chimú era variado según la zona pero prevaleció el Muchik.
Hacia el año 1470, el imperio Inca había conquistado numerosos territorios. Había conquistado Cajamarca por la sierra norte, a los Chinchas y Chuquimanco por la costa sur; solo faltaba la costa norte, la cual se encontraba bajo el poder de un poderoso monarca, al que los cuzqueños llamaban Chimú Capac Minchancaman, quien era muy soberbio y orgulloso.
Chimú Capac no estaba dispuesto a ceder en lo más mínimo las pretensiones del Inca, el cual le pedía que sea su fiel vasallo, ya que él se consideraba superior a Pachacutec, así se inició una de las grandes rivalidades del mundo prehispánico, los monarcas más poderosos de la época iniciaban una larga guerra de desgaste, del que sobreviviría el que tenga más firmeza y reservas.
Pachacutec encarga a Inca Yupanqui, la conquista de aquel territorio rico y fértil que ansiaba el Inca. Así que prepararon un ejército de treinta mil hombres para iniciar la anexión de este territorio. El primer encuentro fue en Paramonga, donde lucharon muchos días incas y chimús. Aquí los Chimús lucharon encarnizadamente, sin tener la más mínima intención de ceder ante el poder Inca. Luego de medir fuerzas en los primeros enfrentamientos la victoria temporal es para los Chimus que expulsaron a las intenciones expansivas Incas. Ante esto Tupac Yupanqui derrotado pide refuerzos a Pachacutec, y apoyo de Shankas y; la llegada posterior de antiguos enemigos de los Chimus (Cuismanco y Chuquismanco), reforzando las tropas incas que perdieron en un inicio, dan un giro a la situación, que obligó a los Chimus a retirarse de este valle hacia Huarmey. En honor a este primer y gran triunfo Inca, Tupac Yupanqui mando a modificar y ampliar parte del templo de Paramonga, desde ese momento este gran monumento quedaría como recuerdo de la grandeza y victoria Inca sobre Minchancaman, monarca Chimú. Así mismo, Dice Antonio de la Calancha que en este primer valle los muertos en combate fueron 6000 para ambas partes, viéndose obligado el príncipe a pedir ayuda.
El ocaso del reino Chimú vino a mediados del siglo XV d. C. durante el gobierno del último rey de los Chimú, Minchancaman; sucedió ante la resistencia chimú a ser invadida por el Imperio inca y sus aliados al mando del hijo de Pachacútec, Túpac Yupanqui; este emperador inca hizo que cortaran el sistema de canales que permitía a los chimú irrigar sus campos de cultivo, así parte del reino Chimú cedió, sin embargo, Minchancaman que era soberbio y orgulloso, fue el último en ceder en la conquistada Inca, contrayendo nupcias con una de las hermanas del Inca Tupac Yupanqui sellando la conquista ante el emperador Inca que continuó su conquista por el norte del Perú. Lo cual, Minchancaman es llevado al Cuzco junto con nobles y soldados Chimús, al contraer nupcias con la hermana del Inca Tupac Yupanqui era mal visto por la nobleza cuzqueña, siendo asesinado en Cuzco, dando el resultado inminente de la caída del Imperio Inca posteriormente.
La sucesión del territorio gobernado por Minchancaman durante la época de la conquista del Imperio Inca, lo tuvo el hijo de Minchancaman y Chanquirguanguan, señora del valle de Huaura, Chumun Caur, fue puesto en su lugar y se casó con una hija de Pachacútec. El nuevo gobernante chimú gobernó con apoyo de Querrotumi, lugarteniente de su padre durante la guerra, quien se sublevaría en 1475 pero sería vencido y se suicidaría en el cerro Campana.
Décadas después, cuando Huayna Cápac estaba en Quito estalló una rebelión y Chan Chan fue incendiada y sus canales fueron destruidos. La familia real, encabezada por su nieto Huamán Chumo, fue desterrada. Tras esto la mayoría de su gente la abandono y la población se redujo a cinco o diez mil gentes. Cuando los españoles llegaron en 1534 era una sombra de su pasado.

### La Libertad en el Imperio Inca (1470 -1535 d.C.)

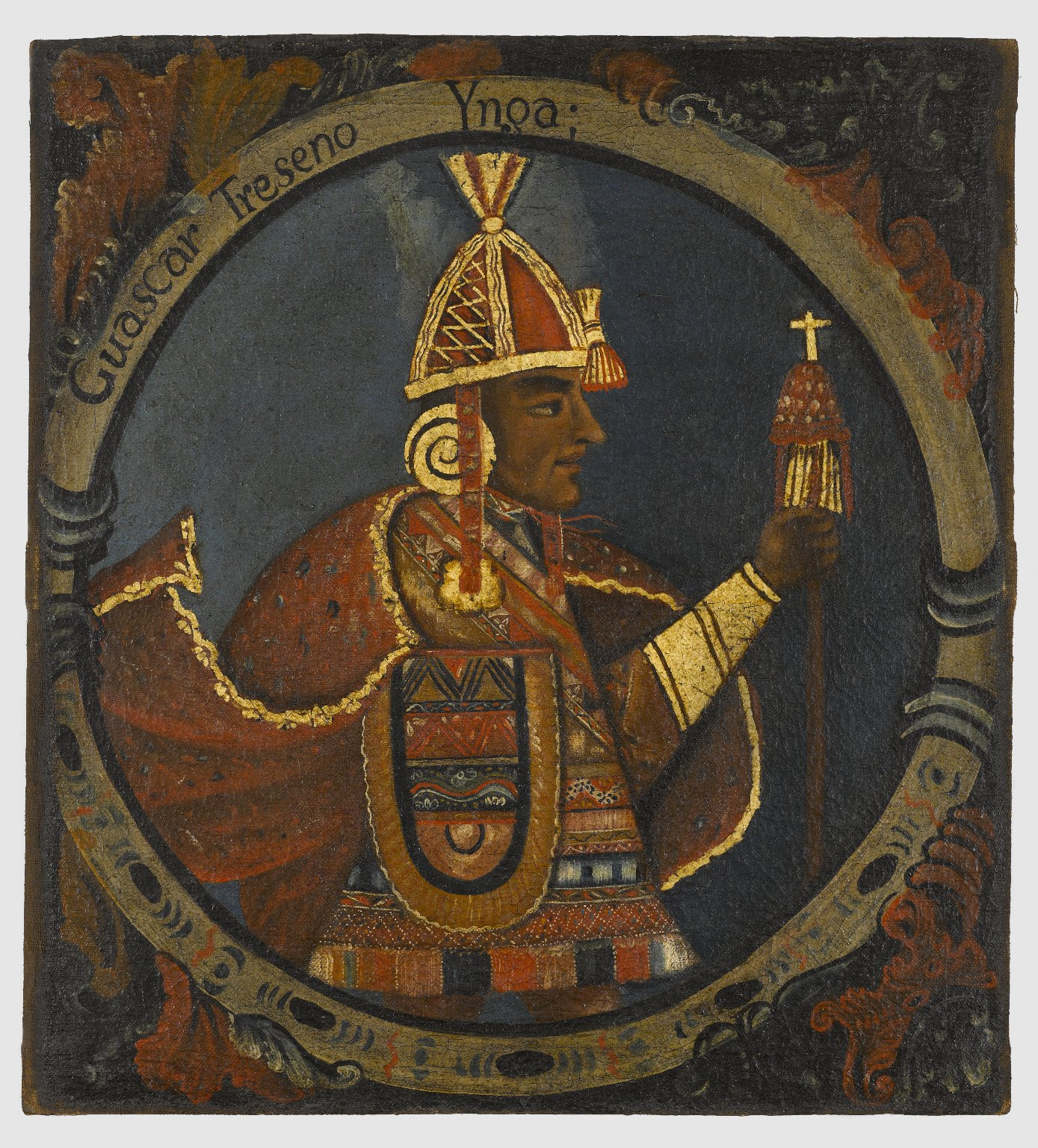
Huáscar, gobernante inca que probablemente murió en Mollebamba, Santiago de Chuco

El Imperio inca llegó a La Libertad hacia el 1470 d. C. durante el gobierno del hijo de Pachacútec, el emperador Túpac Yupanqui, en el ocaso del reino Chimú durante el gobierno del último rey de los Chimú, Minchancaman; sucedió ante la resistencia chimú a ser invadida por el Imperio inca y sus aliados al mando del hijo de Pachacútec, Túpac Yupanqui; este emperador inca hizo que cortaran el sistema de canales que permitía a los chimú irrigar sus campos de cultivo, así parte del reino Chimú cedió, sin embargo, Minchancaman que era soberbio y orgulloso, fue el último en ceder en la conquistada Inca, contrayendo nupcias con una de las hermanas del Inca Tupac Yupanqui sellando la conquista ante el emperador Inca que continuó su conquista por el norte del Perú. Lo cual, Minchancaman es llevado al Cuzco junto con nobles y soldados Chimús, al contraer nupcias con la hermana del Inca Tupac Yupanqui era mal visto por la nobleza cuzqueña, siendo asesinado en Cuzco, dando el resultado inminente de la caída del Imperio Inca posteriormente.
La sucesión del territorio gobernado por Minchancaman durante la época de la conquista del Imperio Inca, lo tuvo el hijo de Minchancaman y Chanquirguanguan, señora del valle de Huaura, Chumun Caur, fue puesto en su lugar y se casó con una hija de Pachacútec. El nuevo gobernante chimú gobernó con apoyo de Querrotumi, lugarteniente de su padre durante la guerra, quien se sublevaría en 1475 pero sería vencido y se suicidaría en el cerro Campana.
Décadas después, cuando Huayna Cápac estaba en Quito estalló una rebelión y Chan Chan fue incendiada y sus canales fueron destruidos. La familia real, encabezada por su nieto Huamán Chumo, fue desterrada. Tras esto la mayoría de su gente la abandono y la población se redujo a cinco o diez mil gentes. Cuando los españoles llegaron en 1534 era una sombra de su pasado.
Durante el dominio imperial La Libertad no tenía ninguna presencia Inca; solo conformaba el Chinchaysuyo uno de los cuatro suyos del imperio inca (Tahuantinsuyo). La Libertad incluía parte del camino inca que pasa por las actuales provincias de los Andes de La Libertad; dicho camino llegaba desde Huaylas con dirección a Cajamarca, que formaba parte de los caminos incas que unían la capital imperial, Cusco con la ciudad de Quito.
El dominio inca en La Libertad terminó cuando llegaron los españoles y tomaron prisionero al emperador Atahualpa en Cajamarca el año 1533, esto se consolidó con la fundación de Trujillo por Diego de Almagro el año 1535, así culminó el ínfimo dominio del imperio Inca en La Libertad y el horizonte tardío en el Perú. Desde ahora en adelante La Libertad vería llegar y colonizar nuevos y diferentes habitantes en el territorio que fuera de los chavin, cupisnique, moche, wari, chimú e Imperio inca. Estos conformarían la nueva identidad de La Libertad, nuevas costumbres, nuevas razas y un nuevo pensamiento compartido en todos los pueblos de América Latina.

### La Libertad durante la colonia

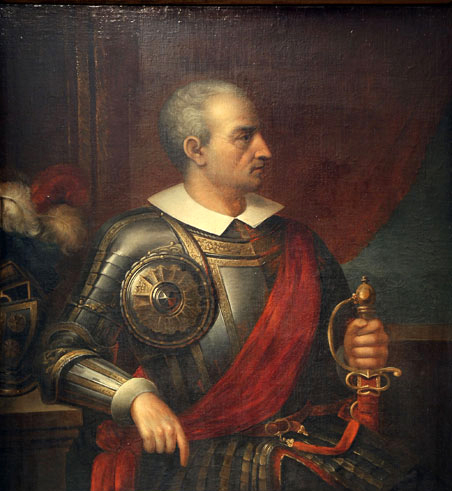
Diego de Almagro, fundador de Trujillo.

El 12 de octubre de 1492 Cristóbal Colón descubrió América con apoyo de los reyes católicos de España, Fernando de Aragón e Isabel de Castilla; con el tiempo muchos españoles llegarían en busca de fortuna y fama. En 1524, Francisco Pizarro, Diego de Almagro y el clérigo Hernando de Luque formaron una empresa conquistadora dirigida hacia el sur de Panamá. En 1528 llegaron al Perú; en 1533 llegaron a Cajamarca tomando prisionero al emperador inca Atahualpa, luego de darle muerte el imperio quedó a mano de los españoles.
El 6 de diciembre de 1535 Diego de Almagro funda la villa de Trujillo de Nueva Castilla en honor a la ciudad natal de Francisco Pizarro (Trujillo, Cáceres, España). La ciudad se fue poblando de hacendados y fue adquiriendo un espíritu señorial que lo convirtió en una de las ciudades más importantes del virreinato del Perú En lo que respecta a la población, esta estaba dividida en clases sociales; la nobleza estaba a la cabeza formada principalmente por españoles; la clase media formada por españoles y criollos; mientras el pueblo lo formaban los mestizos y los indios. Los hacendados se distribuían por toda la costa y los Andes del actual departamento de La Libertad.
Cuando el virrey Toledo el 22 de diciembre de 1574 reorganizó los corregimientos de indios (o de naturales), que habían sido creados por el gobernador Lope García de Castro en 1565, dispuso que los corregimientos de Cajamarca, Chicama y Chimo o Chiclayo, Piura y Paita, Santa, y Saña dependieran del Corregimiento de españoles de Trujillo y los corregimientos de Cajamarquilla, Los Pacllas, y Luya y Chillaos dependieran del de Chachapoyas. Todos en el distrito de la Real Audiencia de Lima. En 1611 Los Pacllas fue anexado a Chachapoyas, en 1635 Chicamo o Cliclayo fue anexado a Saña y en 1773 Luya, Chillaos y Lamas fue anexado a Chachapoyas.
El 24 de marzo de 1614 fue establecido el Obispado de Trujillo con los corregimientos de: Trujillo, Cajamarca, Cliclayo, Piura y Paita, Saña, Cajamarquilla, Los Pacllas, Luya y Chillaos, y Jaén de Bracamoros. En 1759 el corregimiento de Huamachuco fue formado del de Cajamarca.
Los corregimientos fueron suprimidos en 1784, por el rey Carlos III y reemplazados por las intendencias. Con el territorio del Obispado de Trujillo (excepto Jaén de Bracamoros) se creó la Intendencia de Trujillo. Los corregimientos pasaron a ser partidos de la intendencia.
El sistema de intendencias fue establecido en el Virreinato del Perú mediante la orden real de 5 de agosto de 1783, siendo aplicada la Real Ordenanza de Intendentes del 28 de enero de 1782. El primer intendente de Trujillo fue Fernando de Saavedra, quien asumió en 1784, nombrado por el virrey a propuesta del visitador general Jorge Escobedo y Alarcón y aprobado por el rey el 24 de enero de 1785.
Fue parte de la Intendencia de Trujillo que llegó a tener nueve partidos que fueron Trujillo, Lambayeque, Piura, Cajamarca, Huamachuco, Chota, Moyobamba, Chachapoyas, Jaén y Maynas, este último partido anteriormente conformaba los departamentos de lo que hoy se conoce como Departamento de San Martín, Ucayali, Loreto, siendo la Intendencia de Trujillo la más grande del Virreinato del Perú, es decir casi todo el norte del Perú actual; su primer intendente fue Fernando Saavedra de 1784 a 1791. Después de este le seguirían Vicente Gil de Taboada (1791-1805 y 1810-1820), Felice del Risco y Torres (provisional) (1805-1810) y el marquéz de Torre Tagle (1820), quien dirigió la independencia de la Intendencia.
Durante la colonia funcionaban en Trujillo los seminarios San Carlos y San Marcelo en donde estudió Toribio Rodríguez de Mendoza, precursor de la independencia del Perú.
La producción se basaba principalmente en la agricultura tomando un tipo de economía feudal, además se introdujo animales como el caballo, la res, aves, etc. La arquitectura se ve reflejada en la construcción de iglesias y casonas que se encuentran en las principales ciudades, mientras que en las zonas andinas se construyen casas con adobe, madera y techo de arcilla, típicas construcciones de la población española en América.

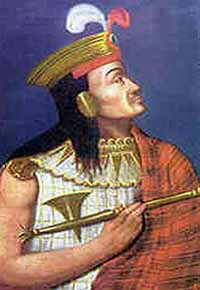
Atahualpa rey inca ejecutado por los españoles.

El gobierno estaba dirigido desde Lima capital del virreinato del Perú que dominaba toda la zona norte del actual Perú. Las costumbres y cultura española se ven reflejadas en la gastronomía y arte, durante la colonia estas se fusionaron con las originarias resultando una nueva identidad que era la hispanoamericana, cuyas diferencias llevarían a este nuevo sector a buscar la independencia e identidad patriótica.

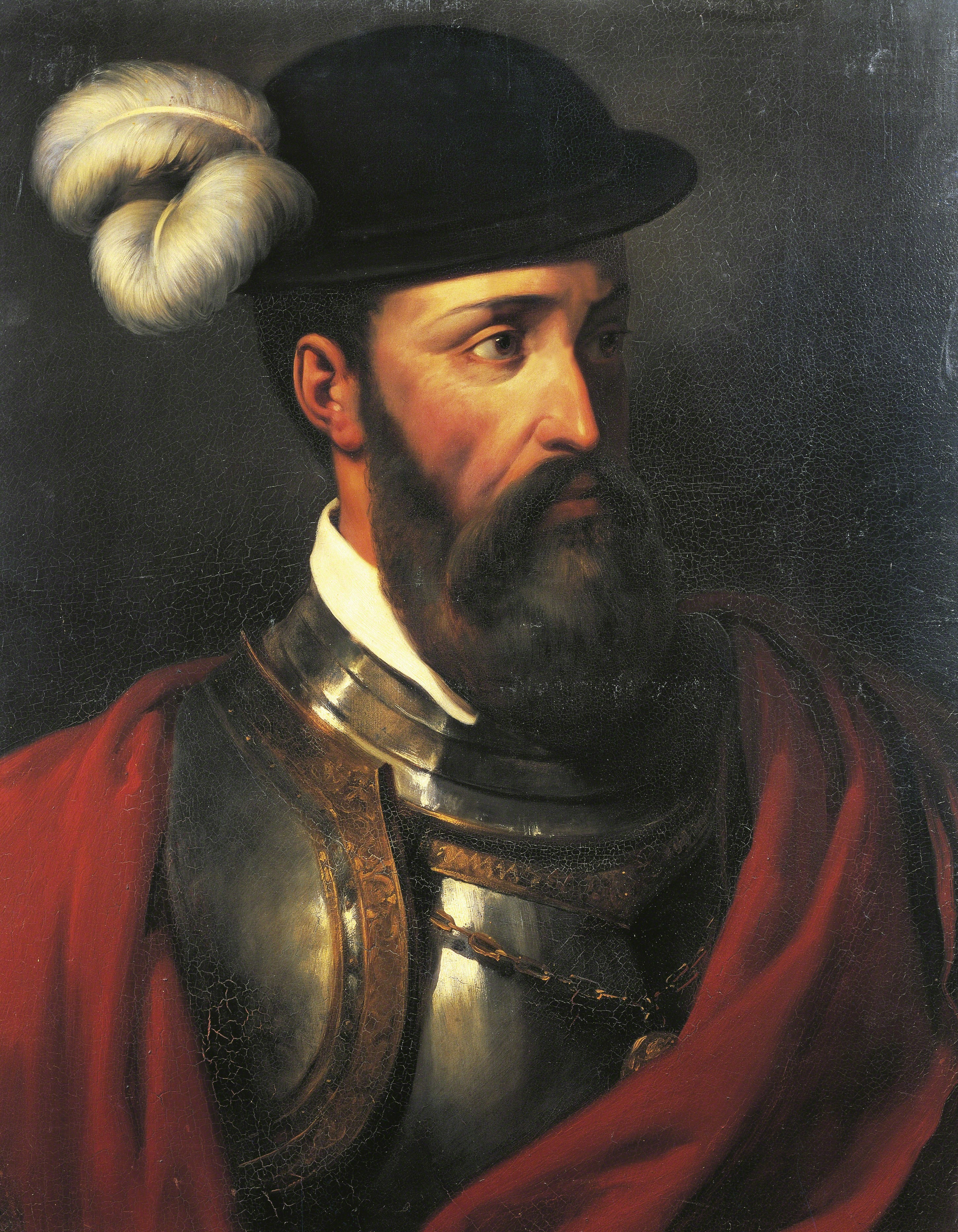
Francisco Pizarro.

- La presencia española en Trujillo: Producida la conquista española, el asesinato de Atahualpa y la toma del Cusco, Francisco Pizarro dispone que Diego de Almagro visite los valles de la costa norte, para conocer el número de habitantes y fundar nuevas ciudades, medida estratégica para consolidar el dominio sobre estas tierras. Diego de Almagro funda Trujillo a fines de noviembre o principios de diciembre de 1534. Este acto sería oficializado por Francisco Pizarro el 5 de marzo de 1535, en que se celebra la segunda fundación con la denominación de ciudad de "Trujillo de los Reinos de Nueva Castilla". Como se sabe, se adoptó el nombre de Trujillo como un homenaje a la ciudad natal del conquistador. Trujillo se fundó en la parte baja de valle del Chimo, nombre que proviene de la época de los reyes del Imperio Chimú. Cabe anotarse que la margen derecha del río Moche se denomina valle de Santa Catalina, la margen izquierda, hasta la altura del cerro Prieto y la Huaca del Sol se le conoció como Valle de Conache. La parte baja se denominó Valle de Santa Lucía de Moche.Los primeros intentos de articulación espacial se efectuaron siguiendo los sistemas de comunicación andinos empleados por Chimús e Incas. El traslado de la capital a Lima y la necesidad de fortalecerlos vínculos con España elevó la importancia de las ciudades ubicadas en el litoral. La comunicación con España se realizaba por vía marítima. Los buques que partían desde Lima tenían como punto de destino Panamá a lo largo de su itinerario cobraron importancia los puertos de Santa, Huanchaco y Paita, necesarios para que los buques se abastecieran de agua, alimentos, carga y pasajeros. El movimiento económico de esas épocas giraba en torno a la producción de Trujillo y su entorno inmediato: azúcar, cueros, cereales, harina y ganadería porcina. Desde Trujillo y hacia Lima y el resto del país se movilizaba cobre, vino, aguardiente en botijas, madera, miel de caña y arroz. Durante estos siglos Trujillo estuvo considerado como el granero del Perú y se convirtió en la ciudad más importante del norte peruano. Esta preeminencia regional se incrementó luego de la destrucción de Zaña, como consecuencia de una pavorosa inundación, el 15 de marzo de 1720.

### La Libertad durante la Independencia
La inquietud reformista fue durante mucho tiempo el anhelo de muchos patriotas por cambiar el injusto sistema colonial existente en América. comenzó a fines del siglo XVIII por resultado de haber tomado conciencia del ideal de independencia.Se pretendía luchar contra el sistema de gobierno absolutista, la ausencia de los derechos fundamentales del hombre, la desigualdad social y económica, el trabajo forzado, la esclavitud, el abuso, etc. impuesto por España.

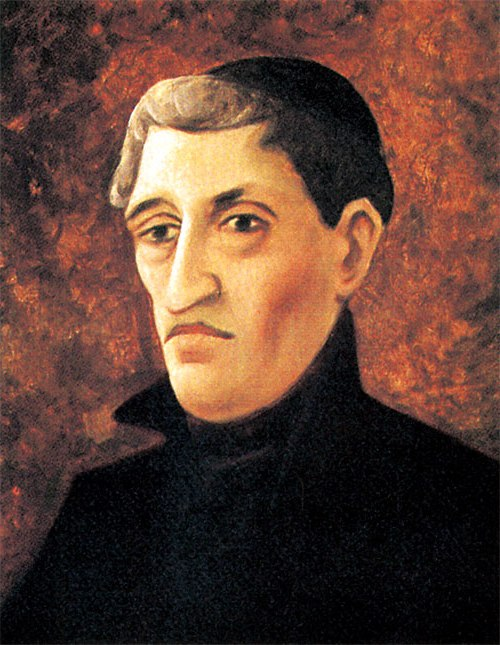
Toribio Rodríguez de Mendoza, Precursor de la independencia.

Las ideas libertarias acuñadas en Europa a fines del siglo XVIII y comienzos del XIX encontraron una respuesta positiva en el norte del Perú y particularmente en la población de Trujillo, conformada por indígenas, mestizos, Criollos, españoles y negros, que en esa época constituía un poderoso foco cultural, religioso, político, social y económico. Luego del desembarco del General José de San Martín en Paracas, el 8 de septiembre de 1820, el marqués de Torre Tagle, intendente de Trujillo desde el 24 de agosto de ese año, encabezó un movimiento separatista que dio como resultado la declaración de independencia el 24 de diciembre en sesión de Cabildo Abierto y su proclamación el 29 de mismo mes. De esta manera, Trujillo era la primera ciudad del país donde se proclamaba formalmente la ruptura de la dependencia con España.
La importancia de Trujillo desde los albores de la independencia fue notable. Tuvo el más alto número de representantes al Primer Congreso Constituyente (15 de 79), instalado el 20 de septiembre de 1822. Fue sede del Congreso y del Gobierno de la República en la segunda mitad de 1823. Fue sede de la Primera Corte Superior de Justicia instalada por José Faustino Sánchez Carrión, quien también creó, el 10 de mayo de 1824, la Universidad Nacional de Trujillo. El 31 de enero de 1822 se le otorga el título de "Benemérita y Fidelísima a la Patria". El decreto del 9 de marzo de 1825 cambia el nombre de la ciudad por el de Bolívar y el Departamento por La Libertad. Por Ley del 21 de julio de 1827, se restituyó el nombre de Trujillo a la ciudad luego de la retirada de Simón Bolívar del Perú. Durante su estancia en Perú, Bolívar luego de abandonar Lima se trasladó a Trujillo y la nombró temporalmente capital del Perú; además cuando estuvo en Huamachuco creó oficialmente la primera universidad de la república: la Universidad Nacional de Trujillo.

### ElsigloXIXrepublicano
El norte evolucionó lentamente en materia económica, debido a que el elemento central de la economía nacional continuó siendo la explotación irrestricta del recurso natural: el mineral de cerro de Pasco y luego, en la segunda mitad del siglo XIX, la explotación del guano y el salitre. Estos hechos trasladaron el peso y la gravitación socioeconómica y política que había tenido el norte del país hacia el centro y el sur.Paralelamente, la mejor conformación geográfica y de distribución poblacional espacial del norte, con grandes extensiones de terreno cultivado, una serranía sensiblemente más baja en altitud y una mayor movilidad poblacional contribuyeron a la aparición de economías locales y el debilitamiento del rol de Trujillo, que habiendo cumplido un papel significativo en la época de la colonia y comienzos de la vida republicana, pierde su capacidad de aglutinación, lo que se traduce en la sucesiva desmembración de su territorio. Así, entre 1832 y 1874, del departamento de Trujillo se crearon los departamentos de Piura (1837) (que dio origen, a su vez, al de Tumbes), Amazonas (1932-1935, 1939, posteriormente se escinde de él el Loreto, y de este, San Martín y Ucayali), Cajamarca (1855, 1862), y Lambayeque (1874). La Libertad quedaba, a partir de esas fechas, prácticamente con la dimensión territorial que posee en la actualidad. En casi cincuenta años perdió el 90 % del territorio que tenía como Intendencia y al inicio de la República. Las nuevas rutas marítimas, la Revolución Industrial y los cambios tecnológicos marcaron el fortalecimiento de los centros ubicados al sur del Callao y la declinación de los situados al norte. A pesar de ello, la economía agraria de los valles costeños fue adquiriendo un cariz más estable con la especialización productiva de las zonas cañeras y algodoneras. En la serranía se consolida el carácter netamente agrícola y ganadero del eje Cajamarca- Huamachuco. El período de la guerra con Chile significó no solo paralización y receso económico. La destrucción de los bienes de capital, en especial en las haciendas del norte provocó una sensible baja en la producción y explotación de azúcar. Como consecuencia indirecta de la guerra, se comienza a concentrar la propiedad de las haciendas azucareras en pocas manos. La exportación de azúcar recupera su nivel recién diez años después del término de la Guerra.

### La Reconstrucción Nacional
Es el periodo inmediato a la guerra con Chile y donde Perú debió alzarse de las ruinas de la infausta guerra, edificando nuevamente el aparato estatal, tratando de superar la debacle nacional. Durante el gobierno de Nicolás de Piérola se dio gran impulso a la industrialización de la agricultura costeña, con fuerte presencia de capitales extranjeros, convirtiéndose las tierras en propiedad de unos cuantos, que dieron lugar a latifundios de producción de azúcar y algodón. Así destacaron los centros agroindustriales de Casa Grande y Cartavio en La Libertad.

### La Libertad de los siglosXXyXXI
El inicio del siglo XX encuentra al Perú y al Departamento, en un renovado y sostenido crecimiento económico en el campo agropecuario, principalmente durante la década que precedió a la Primera Guerra Mundial. Se introduce la mecanización, y esto permite incorporar en la costa grandes extensiones de terrenos cultivables. Por estos motivos, la costa norte inició un período de expansión agrícola ligada a su posterior industrialización, lo cual se manifestó particularmente en la industria azucarera. Hasta la primera década del siglo XX la evolución económica de las plantaciones azucareras benefició a Trujillo, cuya economía, sustentada en el comercio, prosperó gracias al flujo de exportación e importación que se registraba en Salaverry. Lo mismo sucedía con Ascope en el valle Chicama, eje del comercio del valle y del intercambio costa- sierra, por ser el acceso principal a Cajamarca.La habilitación de Malabrigo supuso la suspensión del traslado de azúcar a Salaverry y el desplome de la economía de Trujillo. A su vez, el crecimiento económico de Casa Grande, el manejo de los
productos que importaba y la concentración de la propiedad de las plantaciones, debilitaron la importancia de Ascope, ciudad que vio desaparecer su influencia con la puesta en funcionamiento de la carretera Panamericana.
La segunda década del siglo transforma los medios de transporte. La carretera Panamericana, que interconecta las economías locales de la Costa; y la llegada del transporte aéreo, originan la consolidación del poder centralista de Lima, la eliminación funcional de puertos y caletas, y el eclipse de ciudades que no estaban en función de los nuevos circuitos de comunicación. En las dos décadas siguientes La Libertad comenzó a adquirir una fisonomía propia, basada en la explotación de caña y fabricación de azúcar, por lo cual la producción de los valles de Moche y Chicama constituían el elemento principal en la formación del PBI, seguido de la producción minera de Quiruvilca (cobre, plata y zinc).
El valle de Jequetepeque, especialmente Guadalupe, especializado en arroz, sustentaba una actividad de índole molinera a la que se suma la producción de cemento en Pacasmayo. Por otro lado, la sierra liberteña, en gran parte incomunicada, mantuvo su rol de abastecedora de productos de pan llevar a las ciudades de la costa. Una incipiente industrialización se opera en Trujillo a fines de la década del 50, como parte de modelo de substitución de importaciones que se aplica en el contexto nacional y sudamericano. El incremento de las oportunidades de empleo que se aprecia bajo estas circunstancias es sin embargo, rápidamente sobrepasado por las expectativas que se generan en Chimbote como consecuencia del auge de la pesca anchovetera y la producción de harina y aceite de pescado. Asimismo, se consolida la visión agro exportadora de la región con la introducción de productos nuevos como el espárrago. La actividad industrial en Trujillo otorga a la ciudad, a partir de la década del 60 una dinámica productiva propia, que no había tenido hasta entonces. La capital liberteña pasó a tener una personalidad económica y productiva definida.
A fines de los 60 se produce la reforma agraria, como parte de las medidas del gobierno militar, siendo La Libertad el departamento que concentraba la mayor parte de las haciendas, convertidas en cooperativas, recibiendo la influencia de los aspectos positivos y, sobre todo negativos, de esta medida.
En la década del 70 y las posteriores, Trujillo ha consolidado su imagen de metrópoli, asentándose una nutrida gama de empresas industriales estimuladas por las políticas promocionales y proteccionistas de la época.

### La Libertad contemporánea
El siglo XXI encuentra a La Libertad como un departamento que consolida sus procesos deconcertación a nivel departamental y local, en el contexto de un renacer de la democracia, la búsqueda de la institucionalidad y el renovado impulso del proceso de descentralización, que permite inferir que la superación progresiva de su problemática y de la dicotomía costa – Andes, son retos que deberán ser afrontados con planes efectivos y propuestas concretas en el presente y futuro inmediato, a fin de que el inicio del siglo XXI consolide definitivamente a La Libertad como una región en franco proceso de desarrollo concertado.

## División administrativa
| Provincias del departamento de La Libertad | Provincias del departamento de La Libertad | Provincias del departamento de La Libertad | Provincias del departamento de La Libertad | Provincias del departamento de La Libertad | Provincias del departamento de La Libertad | Provincias del departamento de La Libertad | Provincias del departamento de La Libertad |
| Ubigeo                                     | Provincia                                  | Capital                                    | Distritos                                  | Superficie km²                             | Población 2017                             | Población Proyectada 2023                  | Altitud m s. n. m.                         |
| ------------------------------------------ | ------------------------------------------ | ------------------------------------------ | ------------------------------------------ | ------------------------------------------ | ------------------------------------------ | ------------------------------------------ | ------------------------------------------ |
| 1301                                       | Trujillo                                   | Trujillo                                   | 12                                         | 1 766.89                                   | 985 275                                    | 1 183 543                                  | 34                                         |
| 1302                                       | Ascope                                     | Ascope                                     | 8                                          | 2 658.92                                   | 121 266                                    | 125 454                                    | 238                                        |
| 1303                                       | Bolívar                                    | Bolívar                                    | 6                                          | 1 718.86                                   | 16 553                                     | 15 859                                     | 3 098                                      |
| 1304                                       | Chepén                                     | Chepén                                     | 3                                          | 1 142.43                                   | 89 225                                     | 88 827                                     | 135                                        |
| 1305                                       | Julcán                                     | Julcán                                     | 4                                          | 1 101.39                                   | 30 588                                     | 30 809                                     | 3 412                                      |
| 1306                                       | Otuzco                                     | Otuzco                                     | 10                                         | 2 110.77                                   | 92 388                                     | 84 807                                     | 2 660                                      |
| 1307                                       | Pacasmayo                                  | San Pedro de Lloc                          | 5                                          | 1 125.26                                   | 106 019                                    | 117 129                                    | 48                                         |
| 1308                                       | Pataz                                      | Tayabamba                                  | 13                                         | 4 226.53                                   | 90 008                                     | 86 784                                     | 3 290                                      |
| 1309                                       | Sánchez Carrión                            | Huamachuco                                 | 8                                          | 2 486.38                                   | 157 912                                    | 175 861                                    | 3 185                                      |
| 1310                                       | Santiago de Chuco                          | Santiago de Chuco                          | 8                                          | 2 658.96                                   | 62 176                                     | 55 584                                     | 3 127                                      |
| 1311                                       | Gran Chimú                                 | Cascas                                     | 4                                          | 1 284.77                                   | 31 268                                     | 28 081                                     | 1 279                                      |
| 1312                                       | Virú                                       | Virú                                       | 3                                          | 3 218.74                                   | 122 623                                    | 111 516                                    | 76                                         |

| Trujillo | Ascope                                                                                          | Bolívar                                                             |
| --- | ----------------------------------------------------------------------------------------------- | ------------------------------------------------------------------- |
| Trujillo • Alto Trujillo • El Porvenir • Florencia de Mora • Huanchaco • La Esperanza • Laredo • Moche • Poroto • Salaverry • Simbal • Víctor Larco Herrera | Ascope • Chicama • Chocope • Magdalena de Cao • Santiago de Cao • Paiján • Rázuri • Casa Grande | Bolívar • Bambamarca • Condormarca • Longotea • Uchumarca • Ucuncha |

| Chepén                          | Julcán                                 | Otuzco                                                                                               |
| ------------------------------- | -------------------------------------- | --- |
| Chepén • Pacanga • Pueblo Nuevo | Julcán • Calamarca • Carabamba • Huaso | Otuzco • Agallpampa • Charat • Huaranchal • La Cuesta • Mache • Paranday • Salpo • Sinsicap • Usquil |

| Gran Chimú                          | Pacasmayo                                                           | Pataz |
| ----------------------------------- | ------------------------------------------------------------------- | --- |
| Cascas • Lucma • Marmot • Sayapullo | San Pedro de Lloc • Guadalupe • Jequetepeque • Pacasmayo • San José | Tayabamba • Buldibuyo • Chilia • Huancaspata • Huaylillas • Huayo • Ongón • Parcoy • Patáz • Pías • Challas • Taurija • Urpay |

| Sánchez Carrión                                                                      | Santiago de Chuco                                                                                                   | Virú                      |
| ------------------------------------------------------------------------------------ | --- | ------------------------- |
| Huamachuco • Chugay • Cochorco • Curgos • Marcabal • Sanagorán • Sarín • Sartimbamba | Santiago de Chuco • Angasmarca • Cachicadán • Mollebamba • Mollepata • Quiruvilca • Santa Cruz de Chuca • Sitabamba | Virú • Chao • Guadalupito |

## Demografía
- Población:La población en el departamento de La Libertad es la tercera más numerosa de Perú, ya que el número de habitantes está compuesta por 1 778 080 habitantes,  representando el 6.1% de la población peruana, según el último censo poblacional a nivel nacional. También cabe considerar que Trujillo la ciudad capital de La Libertad es la tercera ciudad más poblada de Perú y la mayor ciudad del norte peruano. La mayor población está concentrada en las capitales provinciales y distritales, con lo que cabe señal que se define como uno población mayoritariamente urbana.La población emigrante en La Libertad está compuesta por ciudadanos peruanos de departamentos limítrofes y de ciudadanos procedentes de otros países.
- Segundo destino de migraciones extrajeras en el Perú: El departamento de La Libertad es el segundo lugar de destino de las migraciones extrajeras en Perú, ya que capta el 5,2% de estos. En su mayoría son de Chile, Argentina, Estados Unidos, Colombia, etc [cita requerida].

La evolución de la población de la Región La Libertad se puede observar en el siguiente gráfico:
| Gráfico de la evolución de la población de la Región La Libertad entre 1940 y 2014 |
| ---------------------------------------------------------------------------------- |
|                                                                                    |
| Fuentes: Población 1940, 1961, 1981, 1993, 2007, 2014                              |

### Población
El departamento de La Libertad tiene una población de 2 104 254 al 2023 según INEI
| Ubigeo | Provincia         | Superficie (km²) | Población 2017 | Estimado 2023 |
| ------ | ----------------- | ---------------- | -------------- | ------------- |
| 130101 | Trujillo          | 1766.89          | 970 016        | 1 183 543     |
| 130102 | Ascope            | 2658.92          | 115 786        | 125 454       |
| 130103 | Bolívar           | 1718.86          | 14 457         | 15 859        |
| 130104 | Chepén            | 1142.43          | 78 418         | 88 827        |
| 130105 | Julcán            | 1101.39          | 28 024         | 30 809        |
| 130106 | Otuzco            | 2110.77          | 77 862         | 84 807        |
| 130107 | Pacasmayo         | 1125.26          | 102 897        | 117 129       |
| 130109 | Pataz             | 4226.53          | 76 103         | 86 784        |
| 130111 | Sánchez Carrión   | 2486.38          | 144 405        | 175 861       |
| 130109 | Santiago de Chuco | 2658.96          | 50 896         | 55 584        |
| 130109 | Gran Chimú        | 1284.77          | 26 892         | 28 081        |
| 130109 | Virú              | 3218.74          | 92 324         | 111 516       |
|        | Total             | 25255.96         | 1 778 080      | 2 104 254     |

### Religión
Durante el periodo prehispánico en el departamento de La Libertad existieron diferentes religiones. Entre ellas la de los moche que tenían una religión politeísta cuyos dioses eran de apariencia atemorizante con colmillos y cara en pose de maldad, los chimú tenían una visión similar a la de los moche, incluyendo deidades antropomorfas y de la naturaleza.
A la llegada de los españoles introdujo la religión católica, que con el tiempo se expandió hasta llegar a ser la religión suprema del departamento al igual que sucedió en toda América Latina. Actualmente su representante mayor el departamento es el arzobispo de Trujillo, Héctor Miguel Cabrejos Vidarte.
Es la mayoritaria y es la que representa el eje cultural de las ciudades del departamento, viéndose reflejada en las fiestas patronales que son celebraciones importantes en cada población, esto consiste en venerar y rendir homenaje al santo patrón de la localidad generalmente por cuatro días. 
Con lo que respecta a otras religiones del cristianismo existen varias iglesias protestantes como las evangélicas, pentecostales, adventistas y otras que han logrado captar a numerosos adeptos. También existen pequeñas comunidades de religiones como el judaísmo, islam y budismo.

### Ciudades más pobladas
A continuación una tabla con las principales ciudades del departamento de La Libertad.

## Autoridades

### Regionales
2023-2026
- Gobernador Regional: César Acuña Peralta, del partido Alianza para el Progreso.
- Vicegobernador Regional: Joana Del Rosario Cabrera Pimentel (Alianza para el Progreso)
- Consejeros:

1. Trujillo:
  - Víctor Robert De la Cruz Rosas (Trabajo más Trabajo)
  - Verónica Rebeca Escobal Ordóñez (Trabajo más Trabajo)
  - Ever Cadenillas Coronel (Alianza para el Progreso)
  - María Cristina Méndez Visitación (Alianza para el Progreso)
2. Ascope: Samuel Alfonso Leiva López (Alianza para el Progreso)
3. Bolívar: Nancy Rosario Puitiza Gariza (Trabajo más Trabajo)
4. Chepén: Segundo Aurelio Cepeda Uriol (Acción Popular)
5. Gran Chimú: Lucía Lilibeth Simón Terrones (Alianza para el Progreso)
6. Julcán: Tania Lorena Carranza Blas (Trabajo más Trabajo)
7. Otuzco: Irma Madaleyne Ávalos Contreras (Alianza para el Progreso)
8. Pacasmayo: vacante[37]
9. Pataz: 
  - Luis Alberto Rodríguez Ponce (Alianza para el Progreso)
  - Frank Junior Solorzano Rojas (Trabajo más Trabajo)
10. Santiago de Chuco: vacante[38]
11. Sánchez Carrión:
  - Gissela Lileth Crisologo Polo (Fortaleza Perú)
  - Indhira Leyla Espir Calderon (Trabajo más Trabajo)
12. Virú: Edy Luz Bertha Camacho Barreto  (Trabajo más Trabajo)

## Educación

### Básica
En el departamento existen 2908 colegios entre privados y públicos, 718 de educación inicial, 1730 de educación primaria y 460 de secundaria.

## Economía
La Libertad es uno de los departamentos más importantes del Perú, en lo económico aporta el 6.7 % de PBI del país.

### Actualidad económica
El departamento de La Libertad, antiguo territorio de la civilización Moche, ahora se erige como el lugar más atractivo del país para hacer Empresa (2010). El economista del Banco Central de Reserva, Alejandro Inga Durango, ha manifestado que La Región La Libertad desde el año 2002 hasta el 2011 ha logrado un crecimiento económico de 7,2 %, de por encima del promedio nacional peruano. Este crecimiento se debe al ingreso de la minería como el caso de Barrick Misquichilca que convirtió a la región en el segundo productor de oro después de Cajamarca. La Libertad también destaca por la gran presencia en su territorio de empresas orientadas a la agroexportación ubicadas en los valles agrícolas de la región, destacando aquellas ubicadas en los Valles de Chao, Virú, Moche y Chicama.

### Desempeño económico
La Región La Libertad con su capital la ciudad de Trujillo viene consolidando su crecimiento económico con inversiones y proyectos en ciernes, destinados a centros comerciales y supermercados, torres de departamentos e infraestructura turística más sofisticada. Ello, fundamentalmente, es consecuencia de la lucrativa actividad agroexportadora y minera que hace que los ejecutivos y mano de obra en general de otras provincias, y pobladores de otras regiones vean a la capital de La Libertad como un interesante destino de distracción y consumo.
Al igual que Trujillo, la primaveral situación económica de la región se extiende a lo largo de la franja costera desde el valle agrícola de Virú hasta los sembríos de arroz de Chepén, pasando por la provincia azucarera de Ascope. En las dos últimas provincias destacan firmas como Camposol y Empresa Agroindustrial Casa Grande en el distrito de Casa Grande. Ahí, el dinamismo económico también se hace visible en obras de mejoramiento urbano y vías de comunicación auspiciadas por sus propios municipios.
No obstante, el distrito de Pacasmayo ha quedado relegado, a pesar de la presencia de la emblemática Cementos Pacasmayo y de su enorme potencial turístico, entre otros aspectos por albergar a la segunda ola más larga del mundo después del puerto de Chicama (Ascope). Recién se están disponiendo proyectos para servicios básicos y lo que impera es el comercio ambulatorio.
Caso distinto es el de Chepén, pues su cercanía con Lambayeque y ciudades importantes de la Región La Libertad como Pacasmayo, San Pedro de Lloc y Guadalupe le permite mantener a la fecha cerca de 21 establecimientos financieros, según Wilfredo Quesquén, su alcalde provincial. Allí sobresale la alta presencia de las cajas municipales y rurales, como la caja rural de ahorro y crédito Nuestra Gente y la Caja Municipal de Trujillo.
Por otro lado, la minería es considerada entre los principales soportes económicos de Lima. La actividad es liderada por Barrick Misquichilca y Pan American Silver, seguidas de Poderosa y San Simón, entre otras. Sin embargo, no se hace visible el desarrollo en los fueros donde se desarrolla: sea por la falta de vías de acceso, la frecuencia de salidas o una gestión poco transparente de las municipalidades provinciales, la Sierra liberteña sigue mostrando los índices más altos de pobreza y por ende, bajo desarrollo comercial.
Sustentada en la agroindustria, sobresale el cultivo de la caña de azúcar y su industrialización en las empresas agroindustriales (ex-cooperativas agrarias) de Casagrande, Cartavio, Laredo, etc. Además cabe resaltar el desarrollo sostenible y prestigioso de su calzado dicho sea de paso uno de los mejores del país. Así mismo, en La Libertad se dio inicio a la siembra del espárrago en la costa peruana, siendo desde hace décadas la región líder en producción de este. La siembra de arroz es significativa. La producción de piña y uvas van creciendo en importancia. Destacan la crianza de aves, caprinos y vacunos. La más sobresaliente central hidroeléctrica de la región es Pampa Blanca. En minería, es actualmente el primer productor de oro en Perú; además, hay importantes depósitos de carbón de piedra en Otuzco. Actualmente se vive un boom agroexportador en la región. Esto se debe al Proyecto Especial Chavimochic, gran obra de ingeniería hidráulica, que permite que se cultiven zonas desérticas con el direccionamiento de ríos mediante grandes canales y ramas de estos. A esto se le suma el uso de tecnologías de riego, como el riego por goteo y el control satelital.
Los productos que más se producen y exportan son: Espárragos (verde, blanco, etc), paprika, tomate, alcachofa, etc. La industria metal mecánica también está presente en la región, con la fabricación de buses para transporte de pasajeros. En el periodo enero-julio del 2007 presentó un incremento del 6.6 % de su PBI.

### Comercio y servicios
Heredero de una dinámica comercial por excelencia de parte de sus ancestros, los mochicas, Trujillo es el núcleo del comercio en La Libertad. Así lo evidencian los dos grandes desembarcos de centros comerciales plasmados en el Mall Aventura Plaza (de propiedad de Falabella y Ripley) y el Real Plaza (de propiedad del grupo Interbank), ambos inaugurados en los tres últimos años. A ello se aúna el power center Los Jardines Open Plaza (de propiedad de Falabella) y la multiplicación de supermercados, entre los que destaca la emblemática marca Wong, tras la absorción que hizo de la cadena local Merpisa. Además se hace presente el ingreso de la marca Metro, que abrió un nuevo supermercado en el Óvalo Papal.
Gracias a estos emprendimientos, firmas de consumo más conspicuo tan variopintas como Ilaria y Starbucks se hacen más accesibles a la población trujillana, que antes debía viajar a Lima para acceder a ese tipo de establecimientos. Por otro lado, una visita obligada en Trujillo, aun cuando se trate de un paseo fugaz, la constituye la avenida España, que en sus últimas cuadras concentra una variopinta y diversa oferta de calzado hecho en la ciudad.
La convivencia de nueve universidades y la dimensión de sus instalaciones, muestran que la capital de La Libertad no es sólo el objetivo de formación profesional de muchos inmigrantes de otras provincias. Así también, las academias preuniversitarias capitalinas, como Pamer, se van abriendo paso en la ciudad Primaveral, mientras que los colegios privados van consolidando su oferta, que se traduce en un mayor costo de las pensiones –las más altas del país luego de las de los colegios de Lima–. Punto aparte, si hay algo que caracteriza a Trujillo es su buena cocina. Así, se identifican clústeres gastronómicos para todos los gustos y bolsillos. Tal es el caso del ubicado en la intersección de la avenida Larco y la calle Francisco Borja que aloja a dos restaurantes de parrillas, a un Norky’s, a una hamburguesería y a un vagón pizzero.
Por otro lado, la oferta de servicios mejora a través de los concesionarios de autos, que han incrementado la proliferación de camionetas 4x4 en la ciudad. Probablemente tenga que ver con ello el crédito aprobado por alguna de las 145 oficinas de entidades financieras que a enero soportan el desarrollo comercial de la región, un 20.8 % superior a las 120 que había al cierre del 2008. A diciembre del 2009, La Libertad registró un crecimiento de 4.59 % en los créditos directos respecto del año anterior.

### Principales productos
Entre los principales productos que contribuyen a la economía de la región están:
- Oro. La Región La Libertad (RLL) es el segundo productor de oro después de la región Cajamarca.
- Uva. Cascas ha convertido a la región La Libertad en el primer productor de uva a nivel nacional.
- Espárragos. La Libertad es el primer productor a nivel nacional, siendo este uno de los principales productos de la agroexportación liberteña.
- Arroz. La región es el tercer productor de este producto a nivel nacional.
- Papa. La Libertad es el cuarto productor de papa a nivel nacional, se produce principalmente en Otuzco, Julcán y Santiago de Chuco.
- Calzado. Se produce principalmente en la provincia de Trujillo, es un producto que destaca a nivel nacional.
- Trigo. Primer productor de trigo.
- Cebada. RLL es el primer productor de trigo.[45]
- Maíz amarillo. RLL es segundo productor a nivel nacional.
- Caña de azúcar. RLL es primer productor de caña de azúcar a nivel nacional.[46]

### Minería
La minería, mantuvo desde los 70 una presencia del orden del 4.5 % en el PBI departamental, habiendo alcanzado, sin embargo, un punto relativamente alto (6 %) a principios de los 80, para decaer luego y volver en los años recientes a sus niveles anteriores, por la crisis nacional. A partir de la década de 1990 tiene un apreciable incremento, debido al auge de la minería aurífera, en la cual La Libertad ocupa el segundo lugar a nivel nacional.
Este sector, conformado mayormente por medianas y pequeñas empresas, es particularmente vulnerable a las oscilaciones del mercado mundial. La minería se asienta en las zonas de sierra y ceja de selva y su producción gira principalmente sobre plata, plomo, zinc, cobre y oro.
La minería departamental comparte la problemática que, de manera general, ha venido afectando al sector minero nacional sobre todo, con la parálisis del ciclo de inversiones que no ha permitido renovar equipos y dar paso a tecnologías más eficientes y menos contaminantes del ambiente. Tampoco ha continuado el proceso de exploración y nuevos denuncios, por falta de estudios geológicos de prospección destinados a poner en valor el potencial. Por ejemplo, la no explotación de los yacimientos de carbón antracita existente en Chicama; la fluctuación de los precios de los metales fijados por el mercado internacional. La ausencia de eslabonamientos productivos (concentradoras y refinerías) impide una mayor regeneración y retención de valor agregado, manteniéndose la naturaleza de la actividad esencialmente primaria. Esta asume inclusive rasgos artesanales como es el caso de la pequeña explotación aurífera existente en la provincia de Pátaz y Santiago de Chuco.

### Pesquería
La actividad de la pesca está concentrada en los puertos de Salaverry, Malabrigo y Pacasmayo y se orienta en más de un 95 % al consumo humano indirecto (harina y aceite de pescado). Siendo su contribución al producto departamental del orden del 1,2 % desde la década del 70, habría que destacar las tendencias al retroceso del sector pesquero, cuya participación se reduce en seis veces durante estos veinte últimos años.
Las condiciones climáticas fluctuantes afectan directamente la disponibilidad de biomasa y, sumados a las características tecnológicas, de equipamiento e infraestructura con que cuentan las empresas, configuran las posibilidades de la actividad: la obsolescencia de equipos y dificultades para renovación y modernización tecnológica de sus unidades; déficit de infraestructura de desembarque y conservación; y el tamaño y características de la flota no resultan adecuadas para una operación eficiente y rentable. Se hace sentir, la ausencia de políticas definidas de apoyo técnico, crediticio y de capacitación sobre todo para la actividad artesanal que cuenta con un potencial no utilizado.

## Transporte
- Aéreo: Aeropuerto Internacional Capitán FAP Carlos Martínez de Pinillos (Trujillo).

- Marítimo: Puerto Salaverry, Puerto Malabrigo y Puerto Pacasmayo.

- Terrestre: Carretera Panamericana, Longitudinal de la Sierra Norte y rutas transversales.

- Proyecto a futuro: Ferrovía Interoceánica Salaverry-Leoncio Prado-Frontera Perú-Brasil (FERRIPEB), del Proyecto Geopolitico Bioceánico Perú - Brasil, con proyección a la ciudad de Cruzeiro Do Sul en el Estado de Acre-Brasil, con Ley N.º 29613, que declara de necesidad pública e interés nacional (Proyectado).

## Patrimonio

### Cultural

#### Arte prehispánico

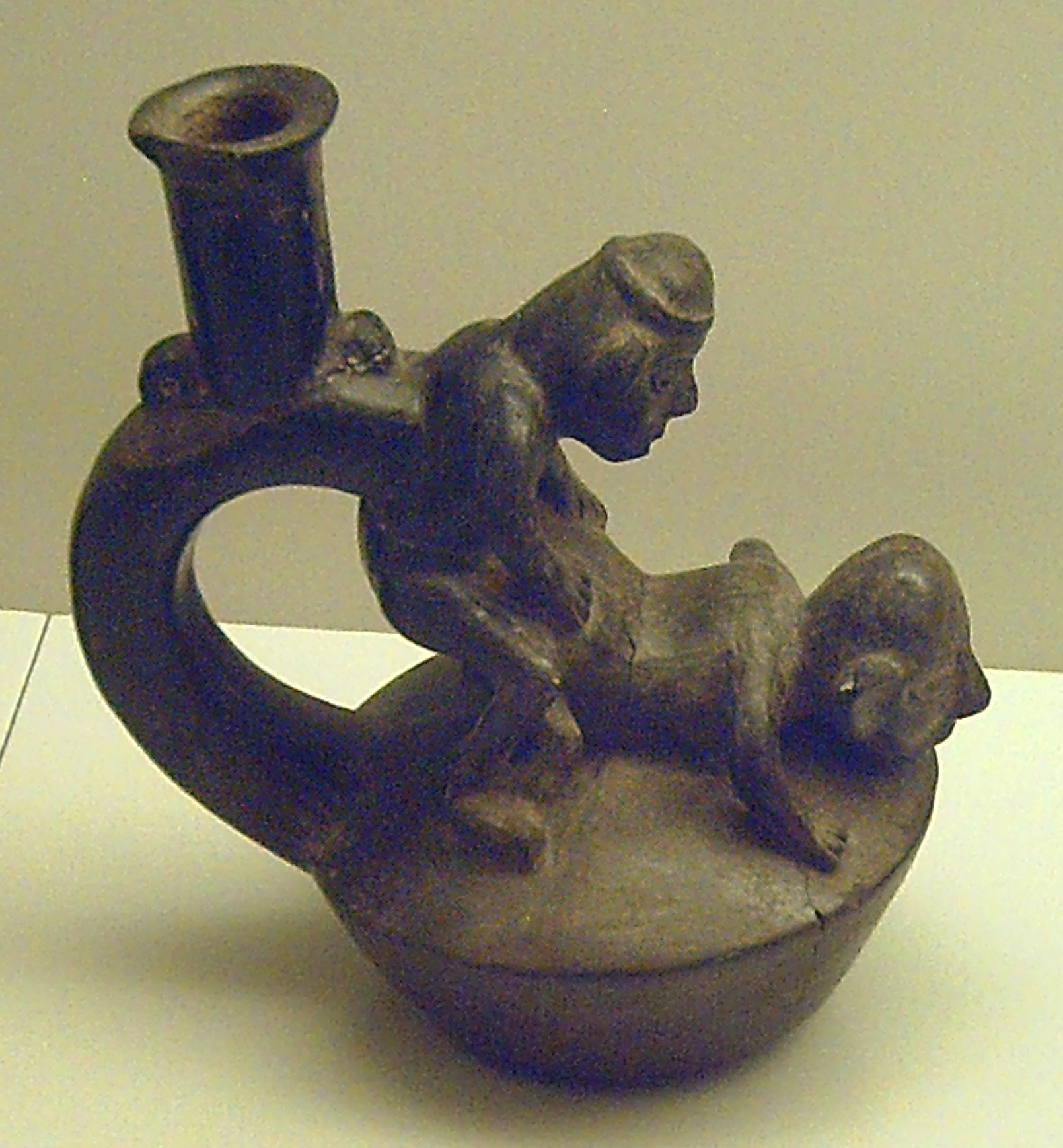
Representación sexual en la cerámica Chimú.

La Región de La Libertad forma parte de un escenario sugestivo de naturaleza y paisaje, donde existen evidencias rupestres cuyas connotaciones singulares no pueden pasar inadvertidas, constituyéndose en testimonios arqueológicos aún desconocidos en nuestro medio, a la cual no se le ha dado la debida importancia, así lo dejaba entrever el periodista Gustavo Álvarez Sánchez por los años de 1974, quien pregonaba la necesidad de tomar conciencia y la importancia de inventariar o tener un mapa de arte rupestre para la región, entendía que el de cristalizarse constituiría por si ya en un importante aporte para ubicar con exactitud la existencia de pinturas rupestres, petroglifos y geoglifos, los que ubicarían a La Libertad en el primer lugar en el norte del país.

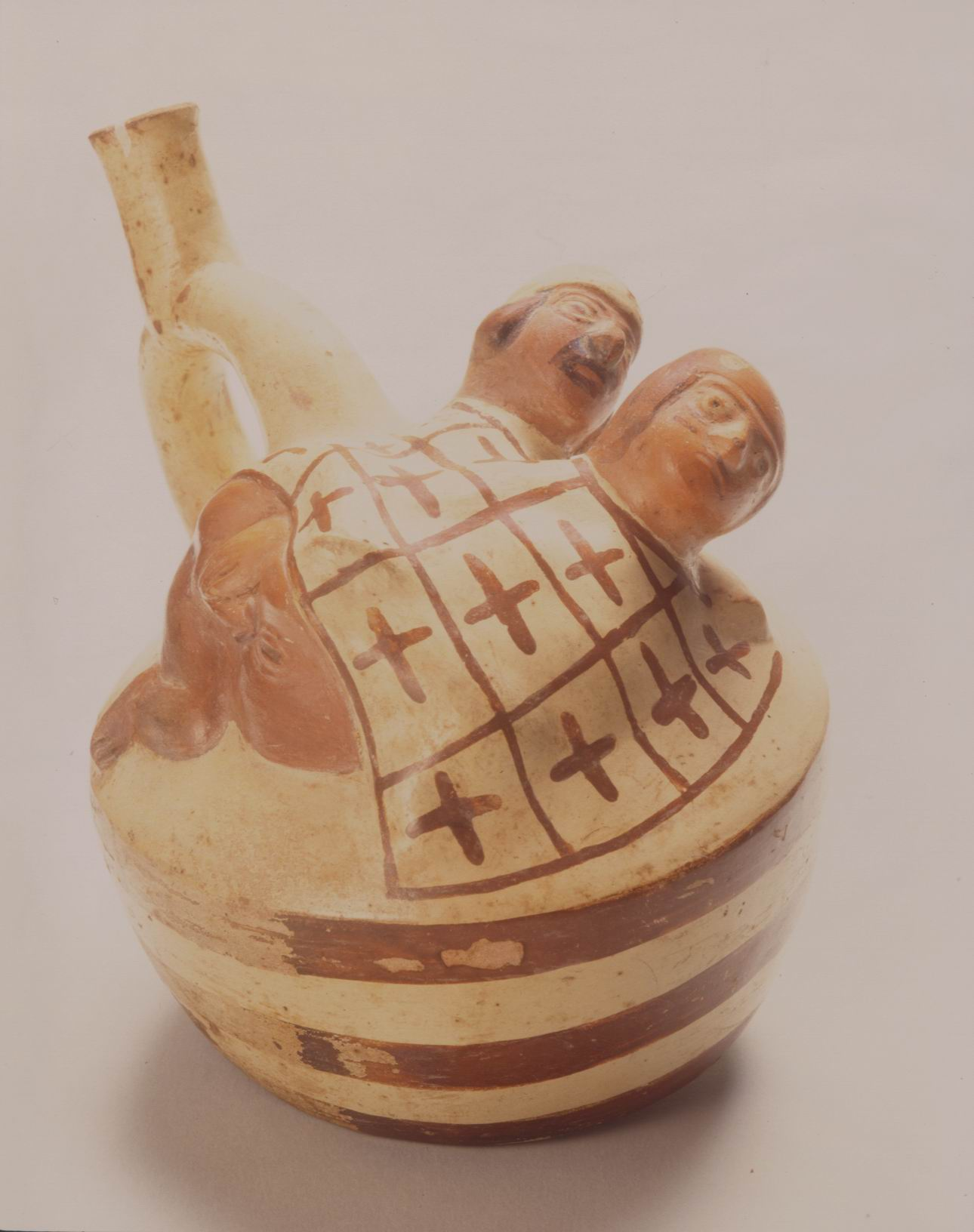
Arte erótico mochica, una escena de sexo

Los estudios arqueológicos hasta hoy reportados permiten tener una visión global de toda una composición evolutiva del hombre, encontrándose vestigios de ocupaciones que datan desde los 10 000 a. C. (Paijanense), en cuyo avance cronológico el hombre fue modificando espacios, intercambiando experiencias y asimilando nuevas modalidades, significativas para explicar que entre sus elementos integrativos, escogieron lugares temporalmente consagrados dentro de un orden especial, tanto para rituales de índole individual como comunitario, supuestamente movidos en respuestas a algún acontecimiento o fenómeno natural de trascendencia, estas concepciones fueron consolidándose en sociedades que tenían actividades estacionarias. Diversos testimonios arqueológicos distribuidos a lo largo de las vertientes y colectores de los ríos Jequetepeque, Chicama, Moche Virú y Santa, en su mayoría entre las laderas, donde la premisa del cerro estaría asociado a los elementos hídricos, muchos de estos vestigios manifiestan temporalmente actividad con las alteraciones hidroclimáticas.

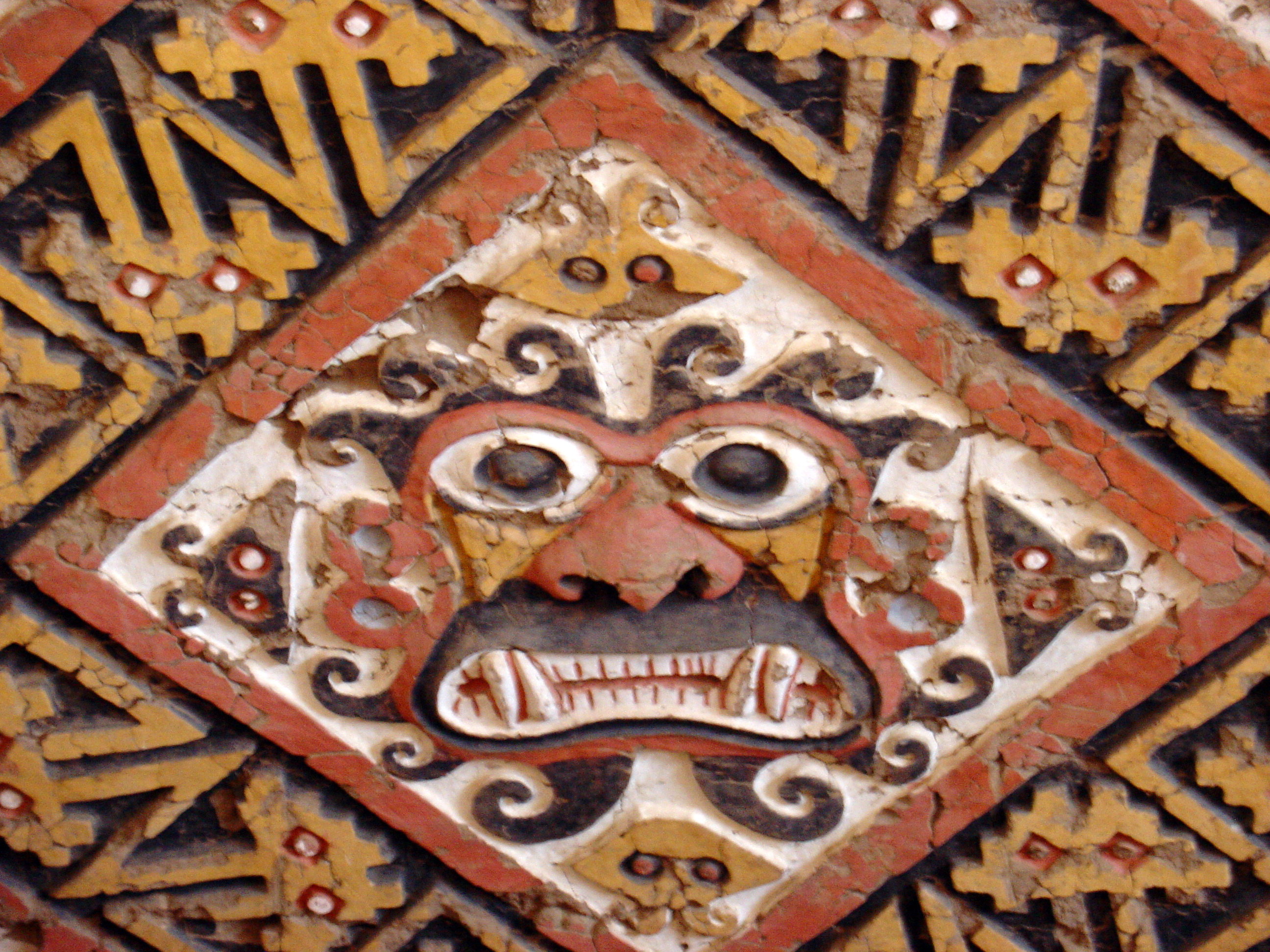
Aia Paec, dios Moche

Estas producciones rupestres entendidas como testimonios materiales propias del resultado y la continua concepción e interacción del hombre con su medio, fueron sedimentando esquemas que posteriormente se constituirían en corpus ideológico en sociedades más avanzadas que las sucedieron. Sin embargo su aparente disociación en cuanto a las representaciones gráficas cubren de dificultad para fecharlo, siendo vistas grosso modo como una vieja tradición que perduró paralelamente a lo largo de los diversos momentos cronológicos. Se desconoce los cambios dialécticos y singularidades, que como elemento sacro permitió comulgar con las actitudes reverénciales hacia el ancestro y deidades que tenían que mediar con la naturaleza, se puede afirmar que estas convergían en un continuo y renovado conjunto de concepciones adheridas a mitos y leyendas de las cuales hoy solo quedan inmutables rocas que se resisten al silencio de los años y a la enorme distancia que nos separa con sus artífices.
Las representaciones ideográficas por la cual el hombre perennizó sus creencias, ponen de manifiesto la interrogante a solucionarse sobre la función de estas rocas, cuyas superficies evidencian grabados aún difíciles de descifrar debido a que estas compenetraron y convivieron paralelamente con la mitología y el rito, dejando entrever que estas estaban dirigidas a reverenciar a sus principales deidades cosmogónicas.

#### Danzas
Cada año, desde 1960 se celebra el Concurso Nacional de Marinera, organizado por el Club Libertad de Trujillo a iniciativa de Guillermo Ganoza Vargas. Dicho concurso se realiza la última semana de enero. La marinera es una danza que desciende de la zamacueca y de la mozamala.
La Marinera norteña se baila en pareja con vestimenta normalmente blanca. El hombre lleva sombrero de paja y pañuelo. La mujer descalza, luce vestido bordado.

### Natural

#### Áreas protegidas
- Reserva Nacional de Calipuy: Creada en 1981, se extiende sobre 60 000 ha en la zona altoandina del departamento de La Libertad y es uno de los últimos refugios del guanaco, especie actualmente en grave peligro de extinción. El guanaco -uno de los camélidos silvestres, junto con la vicuña- es también el que mejor se ha adaptado a zonas de distinta configuración. Este camélido abundó en la Patagonia y en Tierra del Fuego y constituyó componente fundamental de la dieta de los indios patagones y onas. Lamentablemente la población de guanacos ha descendido drásticamente, no solo debido a la caza irracional que ha sido objeto -siempre como fuente de carne y pieles-, sino también a la amenaza que ha significado para su subsistencia la introducción de ganado ovino en territorios que antes le pertenecieron. Muy cerca de la reserva, se ubica uno de los rodales más grandes de la Puya raimondii, también llamada santón, titanka o keshke, una de las plantas más raras de todo el planeta. Para protegerla se estableció en 1981 el Santuario Nacional de Calipuy, sobre una superficie de 4500 ha. Crece sólo en laderas expuestas al sol y en suelos de buen drenaje. Dicen los naturales que crece por espacio de cien años y florece una sola vez. En efecto después de haber florecido, la planta muere.

- Bosque y complejo arqueológico El Cañoncillo, ubicado en el distrito de San José de la provincia de Pacasmayo.

### Arqueológico e histórico

#### Museos
Cuenta con varios museos, que se ubican principalmente en las zonas arqueológicas y algunos en la capital departamental, Trujillo. Hay otros museos ubicados en las provincias que son de carácter cultural e histórico principalmente. Los museos más importantes de la región son:
- Museo de Arqueología y Antropología de la Universidad Nacional de Trujillo (Trujillo)
- Museo de la Señora de Cao en la localidad Magdalena de Cao, Ascope (Provincia de Ascope)
- Museo de Sitio Chan Chan (Trujillo)
- Museo Huacas de Moche (Trujillo)
- Museo de Zoología Juan Ormea Rodríguez (Trujillo)
- Museo Catedralicio (Trujillo)
- Museo del Juguete (Trujillo)
- Museo Inmaculada Virgen de La Puerta (Otuzco)
- Museo Municipal Huamachuco Huamachuco
- Casa Museo Antonio Raimondi (San Pedro de Lloc)
- Museo de Arte Moderno (Gerardo Chávez) (Trujillo)
- Museo de Arqueología José Casinelli (Trujillo)
- Museo Chiclín (Chicama)
- Casa museo César Vallejo (Santiago de Chuco), en la casa donde vivió César Vallejo, se exhiben entre otras cosas, los diferentes ambientes de la casa donde el poeta universal pasó muchos años de su vida, algunos mencionados en sus célebres poemas.

## Ecología
En la capital del departamento, Trujillo, la Municipalidad ha implementado un sistema de reciclaje voluntario con el fin de separar los desechos orgánicos de los inorgánicos para darle un nuevo uso. además se han aumentado el número de buzones de basura en zonas estratégicas de la ciudad. En algunas provincias el reciclaje y cuidado del medio ambiente es practicado con el apoyo y capacitación de las empresas mineras o agroindustriales que operan en la zona, este ejemplo se puede observar en las provincias de Pataz, Santiago de Chuco y Huamachuco.